# Villa del Principe (Genua)
Villa del Principe of Paleis van Andrea Doria in Fassolo is een villa gelegen in de binnenstad van de Italiaanse stad Genua. De villa werd in de periode 1529-1533 gebouwd, in een gebied dat destijds buiten de stadsmuren lag.
De villa was de privéwoning van de Genuese admiraal Andrea Doria (Oneglia, 1466 - Genua, 1560), Prins van Melfi, die vaak gastheer voor keizers en koningen was. Echter, werd de villa nooit officieel vermeld als een Palazzo dei Rolli door de Senaat van de Republiek Genua, omdat deze in een buitenwijk lag en geen stadpaleis was.
De villa wordt beschouwd als een van de meesterwerken van de Italiaanse Renaissance. Het onlangs gerestaureerde interieur is versierd met fresco's, stucwerk, wandtapijten en historische meubels. Opmerkelijk zijn de fresco's van Perino del Vaga in de Salone dei Giganti (Nederlands: “Kamer van de Reuzen”) en in de Loggia degli Eroi (Nederlands: “Loggia van de helden”).
De villa is nog steeds eigendom van de familie Doria. Sinds 2013, wordt het beheer en onderhoud van het gebouw uitgevoerd door het Doria Pamphilj Trust. De villa en de kunstcollecties zijn als museum opengesteld voor publiek.

## Geschiedenis

### Achtergrond
Andrea Doria was een Genuese aristocraat, staatsman en admiraal van de Genuese Marine. In 1528, toen Genua onder Franse militaire bezetting stond, viel hij de haven aan met dertien galeien en nam de controle over de stad over. Eenmaal de strijd voorbij was, werd hem aangeboden staatshoofd te worden, maar hij sloeg het aanbod af. Op dezelfde dag ontving hij, als kadeau van de Senaat, het Palazzo Lazzaro Doria op Piazza San Matteo. Echter, gaf hij er de voorkeur aan buiten de stad te wonen, waar hij  invloed over het Republiek kon uitoefenen zonder verstrikt te raken in politieke ruzies. Zo werden twaalf “hervormers” aangesteld om een nieuwe grondwet te schrijven, die de status van Genua als oligarchische republiek bevestigde, terwijl Andrea Doria geëerd als "Vader van het Vaderland" werd.

### De verbouwing
Al in 1521 had Andrea Doria een landgoed, net buiten de stadsmuren, van de familie Lomellini aangeschaft. De villa raakte tijdens de oorlogsgebeurtenissen van 1528 aanzienlijk beschadigd, daardoor gaf hij het opdracht tot de verbouwing tot Perino Buonaccorsi, bekend als Perino del Vaga (1501–1547). Perino ging in 1529  aan de slag en de werkzaamheden waren in 1533 afgerond. Na de dood van Andrea in 1560, werd de villa verder uitgebreid door zijn opvolger Giovanni Andrea I Doria, die aan de architect Antonio Roderio de opdracht gaf voor de opbouw van de westelijke vleugel en aan Giovanni Ponzello voor de bouw van de loggia's aan zee.

### De 16e eeuw
De villa was tijdens de hele 16e eeuw de beroemdste locatie van Genua. In 1529 en 1533 was Keizer Karel V te gast daar en Koning Filips II van Spanje in 1548. Volgens de oude kronieken, organiseerde de prins weelderige recepties, steekspelen en vuurwerk om indruk te maken op zijn gasten. Op die tijd was de villa het enige hof dat de Republiek Genua ooit heeft gekend.

### De 19e eeuw
In de 19e eeuw de villa had andere beroemde gasten, zoals de Franse Keizer Napoleon Bonaparte, de Koning van Italië Victor Emmanuel II en de beroemde operacomponist Giuseppe Verdi.

## Beschrijving

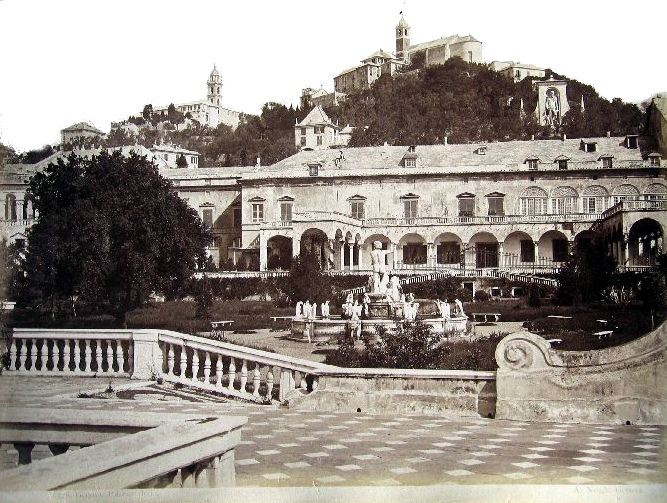
De Villa del Principe in de 19e eeuw by Alfred Noack

### Exterieur
De noordgevel aan Via San Benedetto werd gebouwd volgens een eenvoudig ontwerp. De portaal door Perino del Vaga en Silvio Cosini is versierd met het wapen van de familie Doria en het Latijnse motto "Fundavit eam Altissimus" ("God de Allerhoogste heeft het gesticht"). De zuidgevel is een combinatie van monumentale loggia's en colonnades met uitzicht op de tuinen.

### Interieur

#### TheLoggia degli Eroi
De Loggia degli Eroi (Nederlands: “Loggia van de helden”) werd door Perino del Vaga versierd met fresco's: De voorvaderen van de Doria's en de Romeinse Deugden.
Deze fresco's werden al ten tijde van hun uitvoering sterk gewaardeerd en met grote lof vermeld in de biografie van Perino del Vaga door Giorgio Vasari in 1568 geschreven. 

#### Het appartement van de Prins

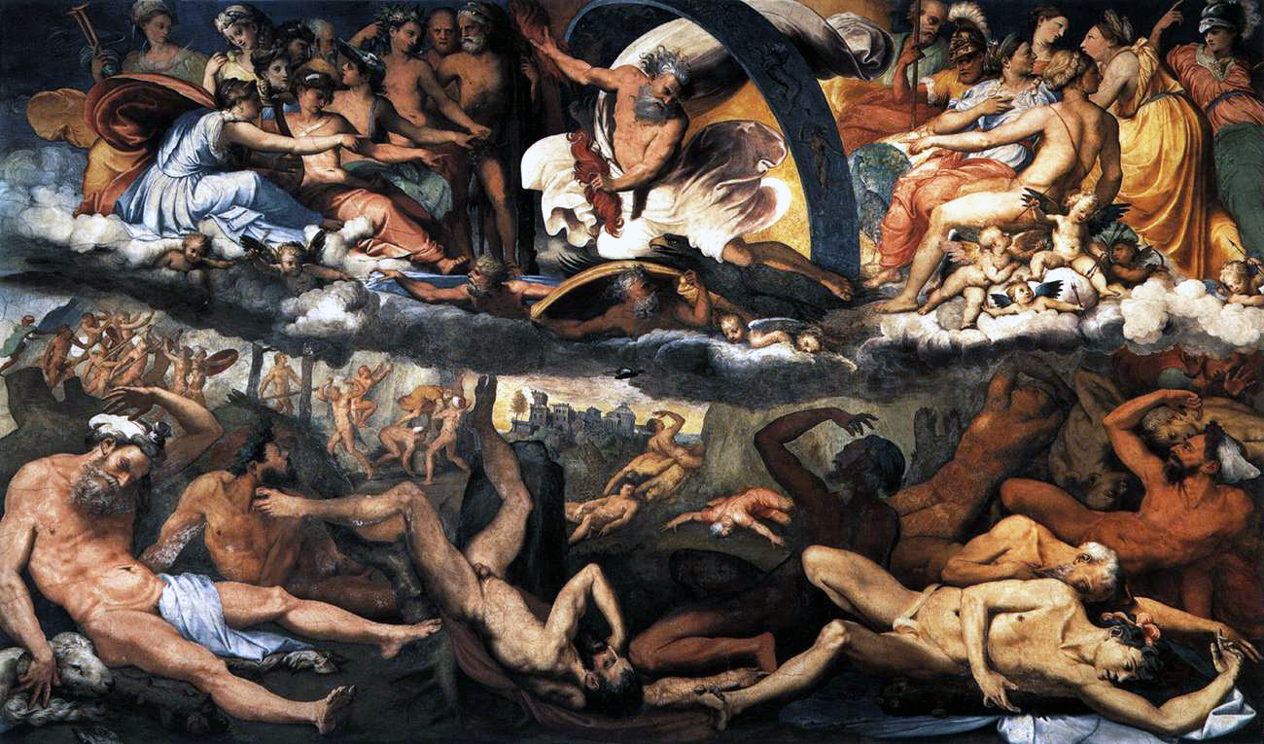
Perin del Vaga, De nederlaag van de Reuzen. Villa del Principe, Genua

- Perin del Vaga , De nederlaag van de Reuzen. Villa del Principe, GenuaSalone della Caduta dei Giganti (“Kamer van de nederlaag van de Reuzen"), de belangrijkste ontvangsthal van de villa ten tijde van Andrea Doria, versierd met een fresco door Perino del Vaga, De oorlog tussen de goden en reuzen.[1][3]
- Sala della Carità Romana (“Kamer of de Romeinse liefdadigheid”)
- Camera di Perseo (“Kamer van Perseus)
- Camera dei sacrifici (Kamer van de offers)
- Camera di Cadmo  (Kamer van Kadmos)
- Camera dello Zodiaco (Kamer van de Sterrenbeelden)
- Sala di Paride (Kamer van Paris)
- Sala di Ercole (Kamer van Herakles)

#### Het appartement van de Prinses
- Salone del Nettuno o del naufragio (“Kamer van Neptunus of van de schipbreuk”)
- Sala di Psiche (“Kamer van Psyche”)
- Sala di Aracne (Kamer van Arachne”)
- Sala di Filemone(“Kamer van Philemon”)
- Sala di Fetonte (“Kamer van Phaëton”)
- Sala del Tributo (“Kamer van het eerbetoon”)
- Sala del Trionfo (“Kamer van het zegevieren”)
- Sala dei fatti di Prometeo (“Kamer van de deden van Prometeus”)
- Sala della Punizione (Kamer van de straf”)

#### Galleria Aurea
De Galleria Aurea, oftewel  “de gouden galerij”, heeft een langwerpige vorm en is aan twee kanten open. Aan het einde van de 17e eeuw, werd de galerij de belangrijkste ontvangsthal van de villa in plaats van de Salone dei Giganti. Deze galerij werd gebouwd door Battista Cantone en Luca Carlone in 1595 in opdracht van Giovanni Andrea I Doria. De Italiaanse beeldhouwer Marcello Sparzo heeft het gewelf versierd met stucwerk en goud.
In de aangrenzende kapel, het altaarstuk, De Heilige Juliaan de palm van het martelaarschap ontvangt, is door Giovanni Battista Gaulli tussen 1705 en 1706 geschilderd.

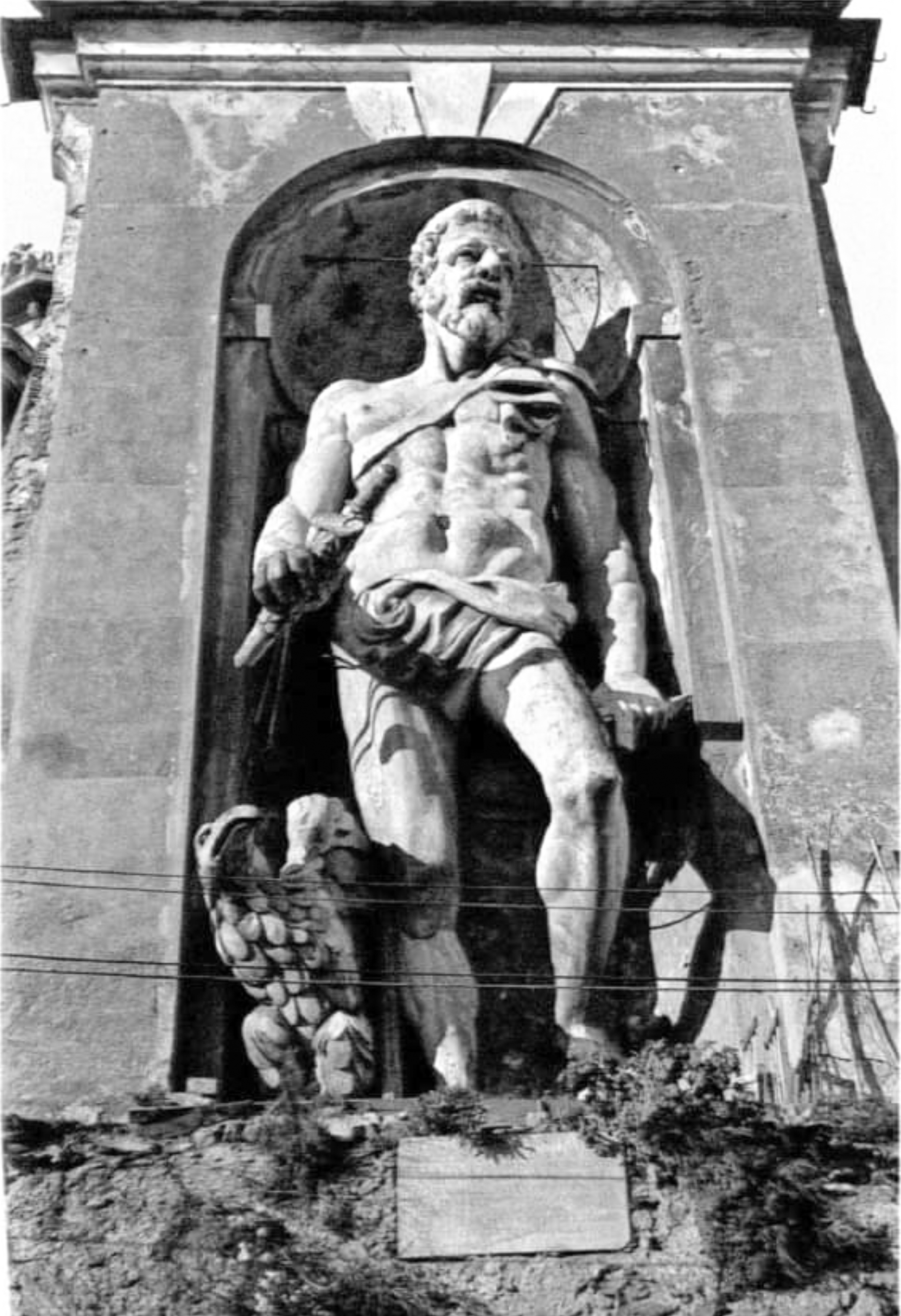
Marcello Sparzo, kolossal standbeeld van Jupiter, nordelijke tuin van de Villa del Principe. Afgebroken in 1929.

### De tuinen
De villa is omgeven door een weelderige tuin, dat zich ooit uitstrekte van de privéhaven van Andrea Doria tot halverwege de top van de heuvel aan de achterkant van de villa. Een kunstmatig meer, dat wordt gebruikt om water te verzamelen voor de fonteinen van de villa, is tegenwoordig begraven maar is bewaard gebleven in de naam van de bergopwaarts gelegen wijk Lagaccio.

#### Zuidelijke tuin
De zuidelijke tuin is onlangs gerestaureerd en open voor de publiek. Opmerkelijk zijn de Fontein van de Triton door Giovanni Angelo Montorsoli en de Fontein van Neptunus door Taddeo Carlone, Giuseppe Carlone en Battista Carlone, gebouwd tussen 1599 en 1601.

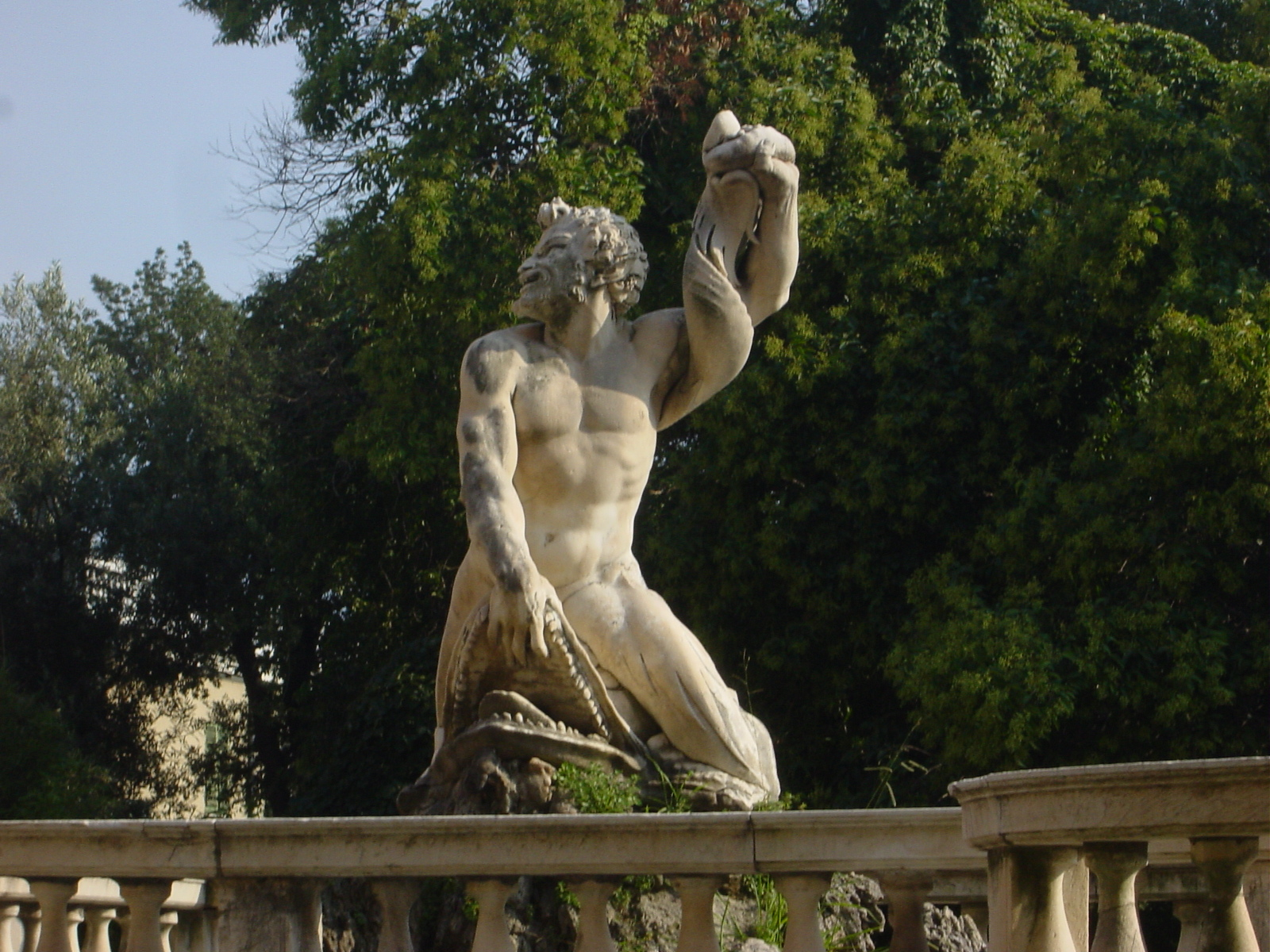
Standbeeld van de Triton

#### Noordelijke tuin
De noordelijke tuin was voorheen voorzien met monumentale trappen, verschillende nymphaea en een kolossal standbeeld van Jupiter dat op Andrea Doria lijkte. De tuin werd afgesneden van de villa door de aanleg van de spoorlijn en het treinstation Genova Piazza Principe, deze tuin is tegenwoordig een woonwijk geworden. In 1913 bouwde architect Gino Coppedè de jugendstil Albergo Miramare naast het standbeeld van Jupiter, dat in 1929 definitief afgebroken werd.

## Afbeeldigen

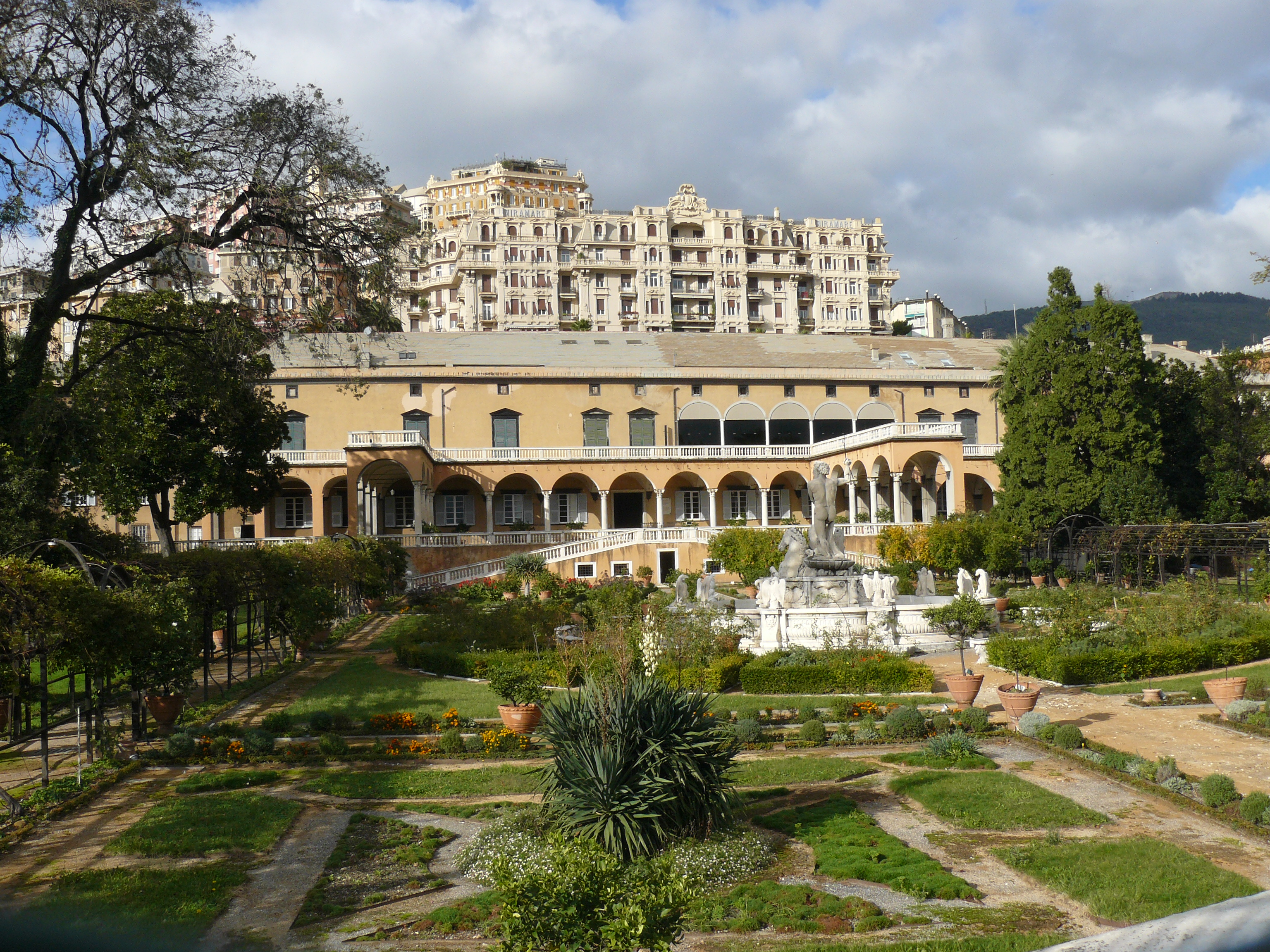
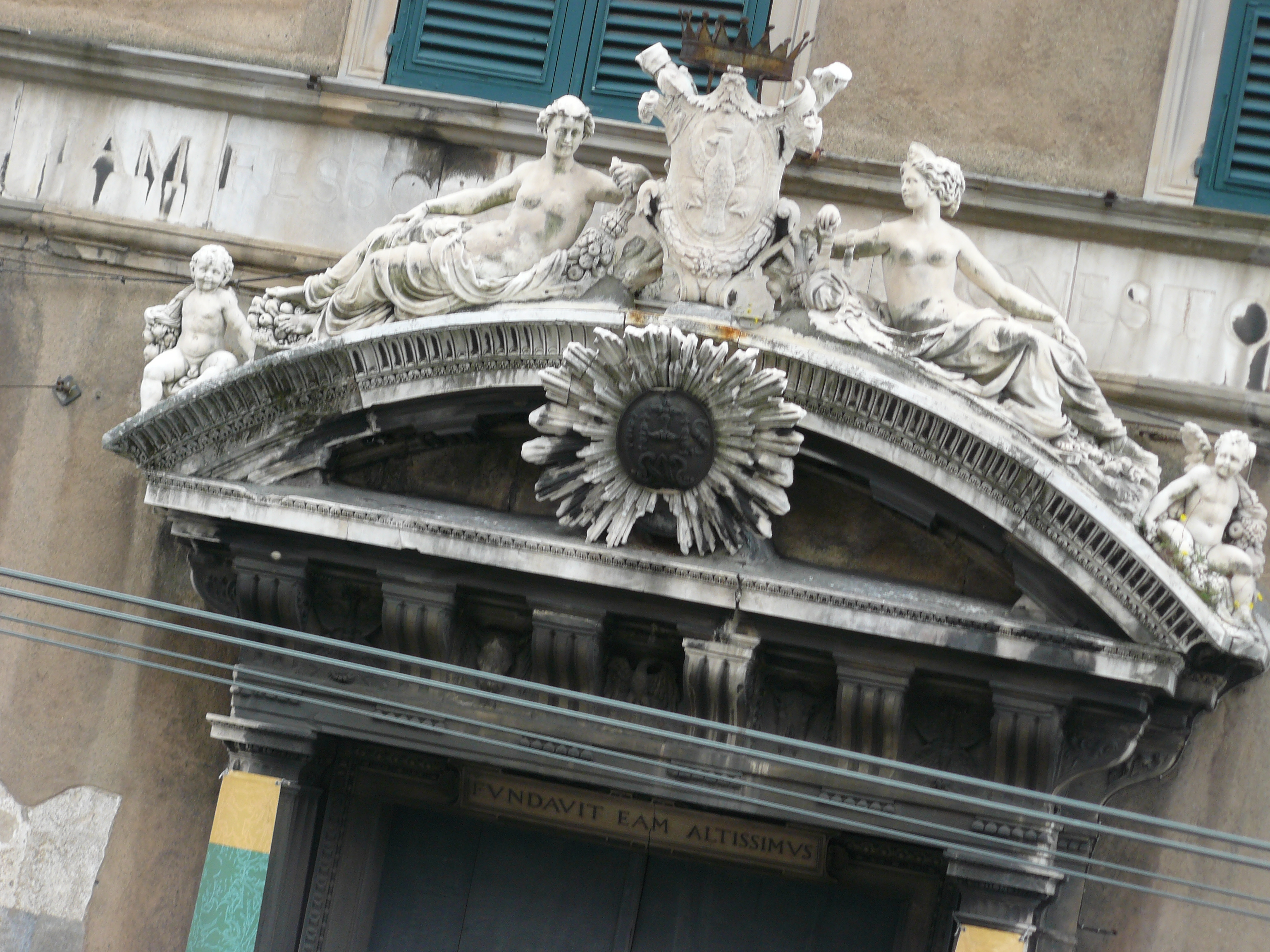
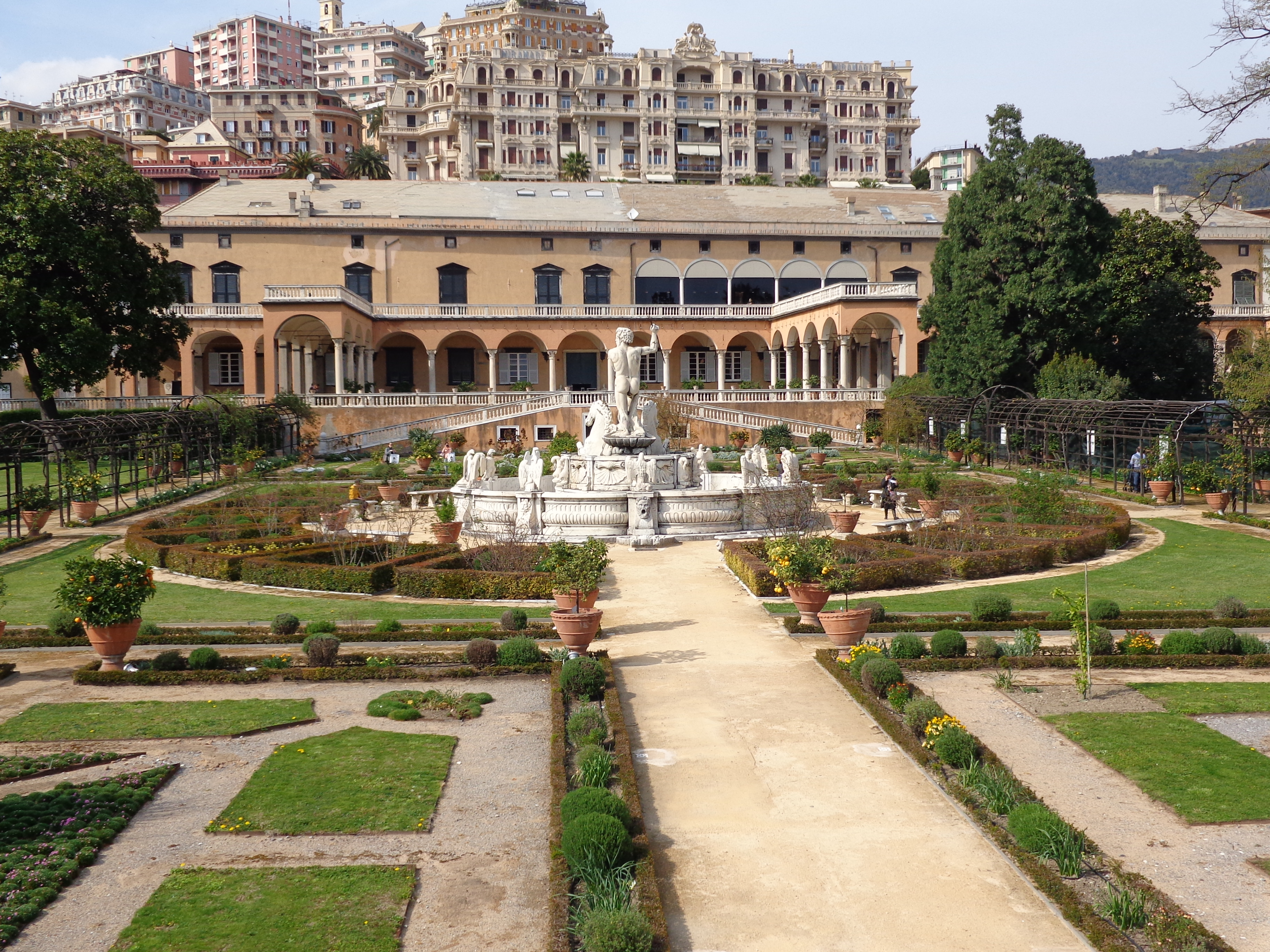
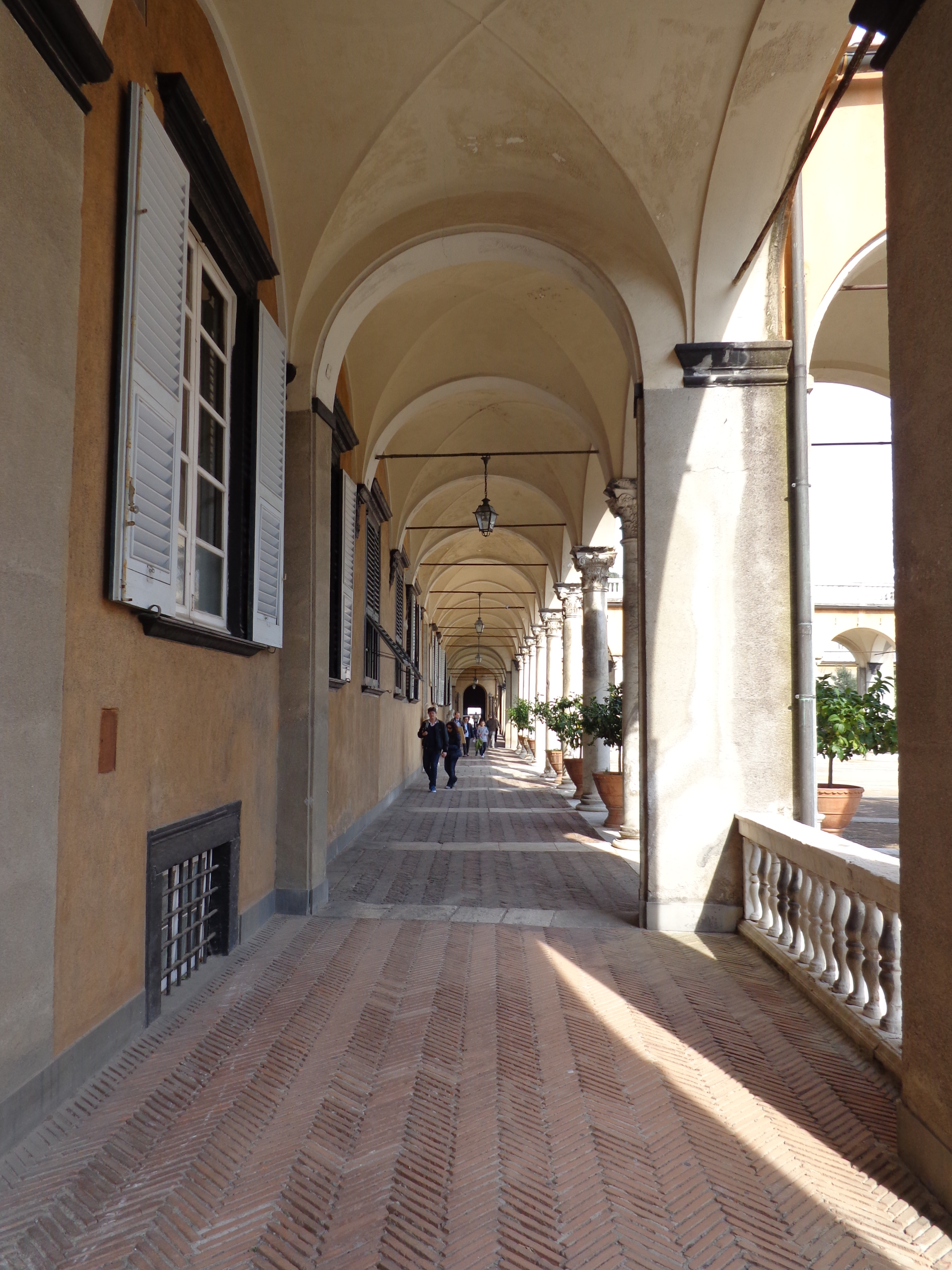
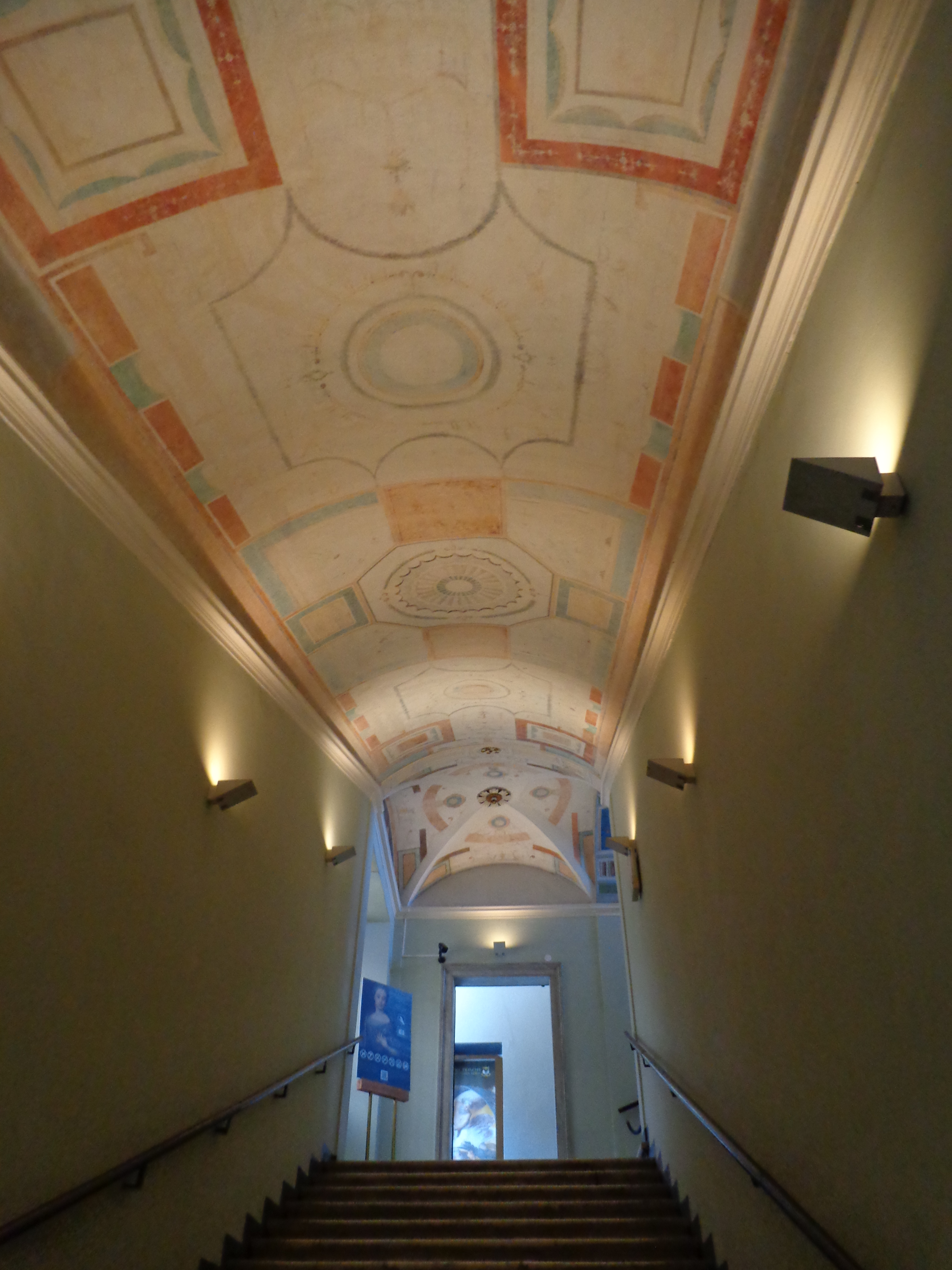
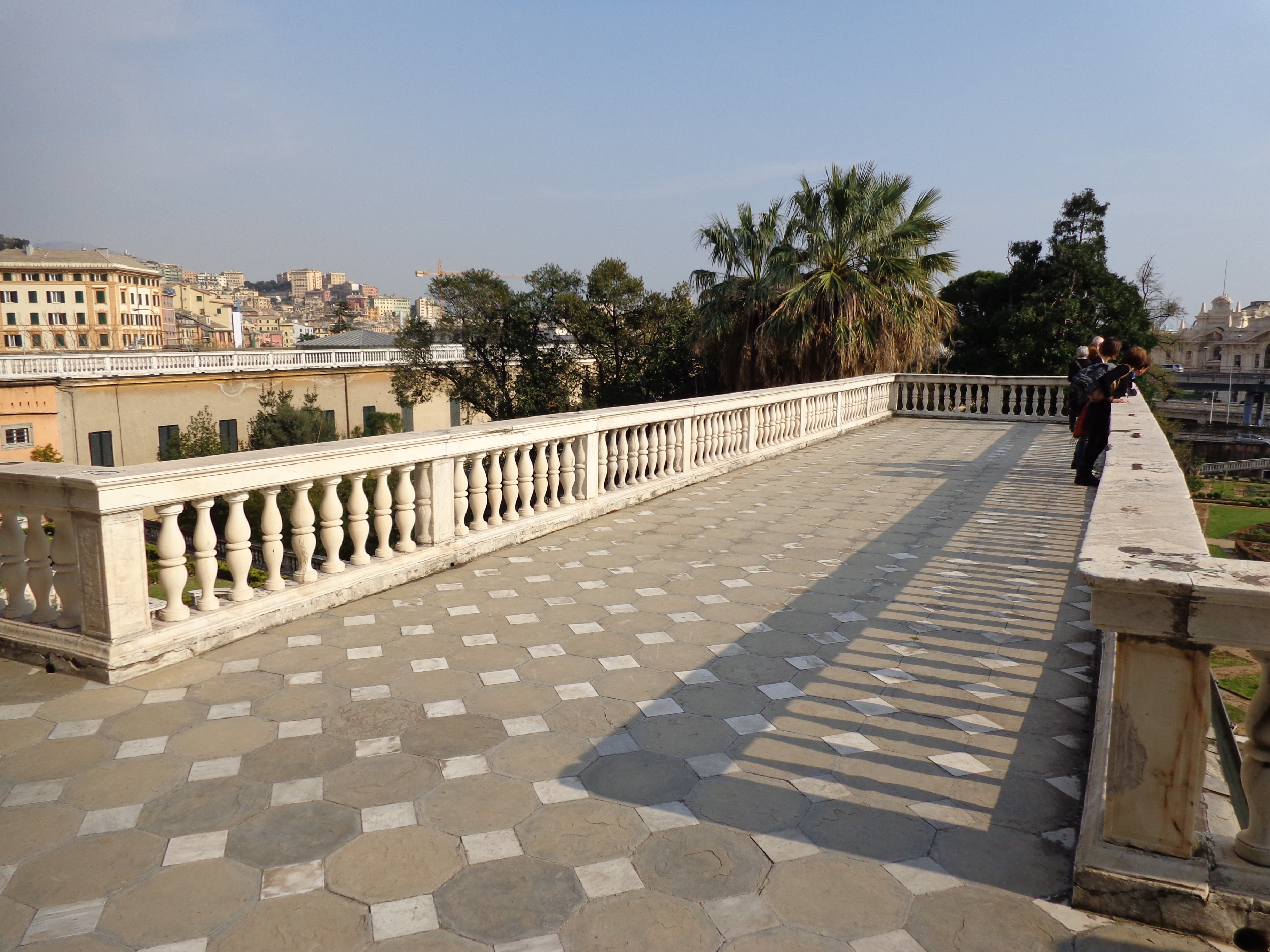
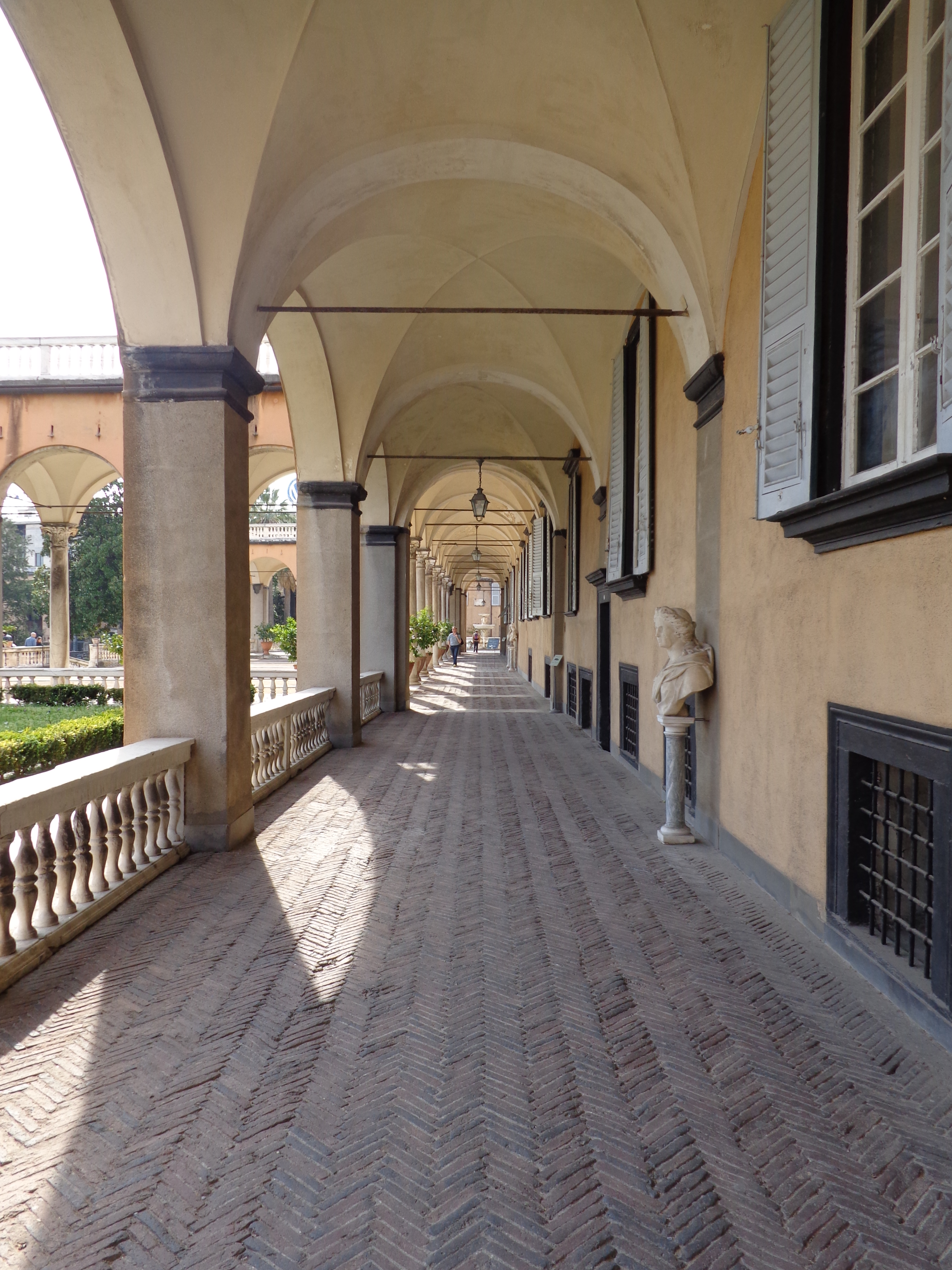
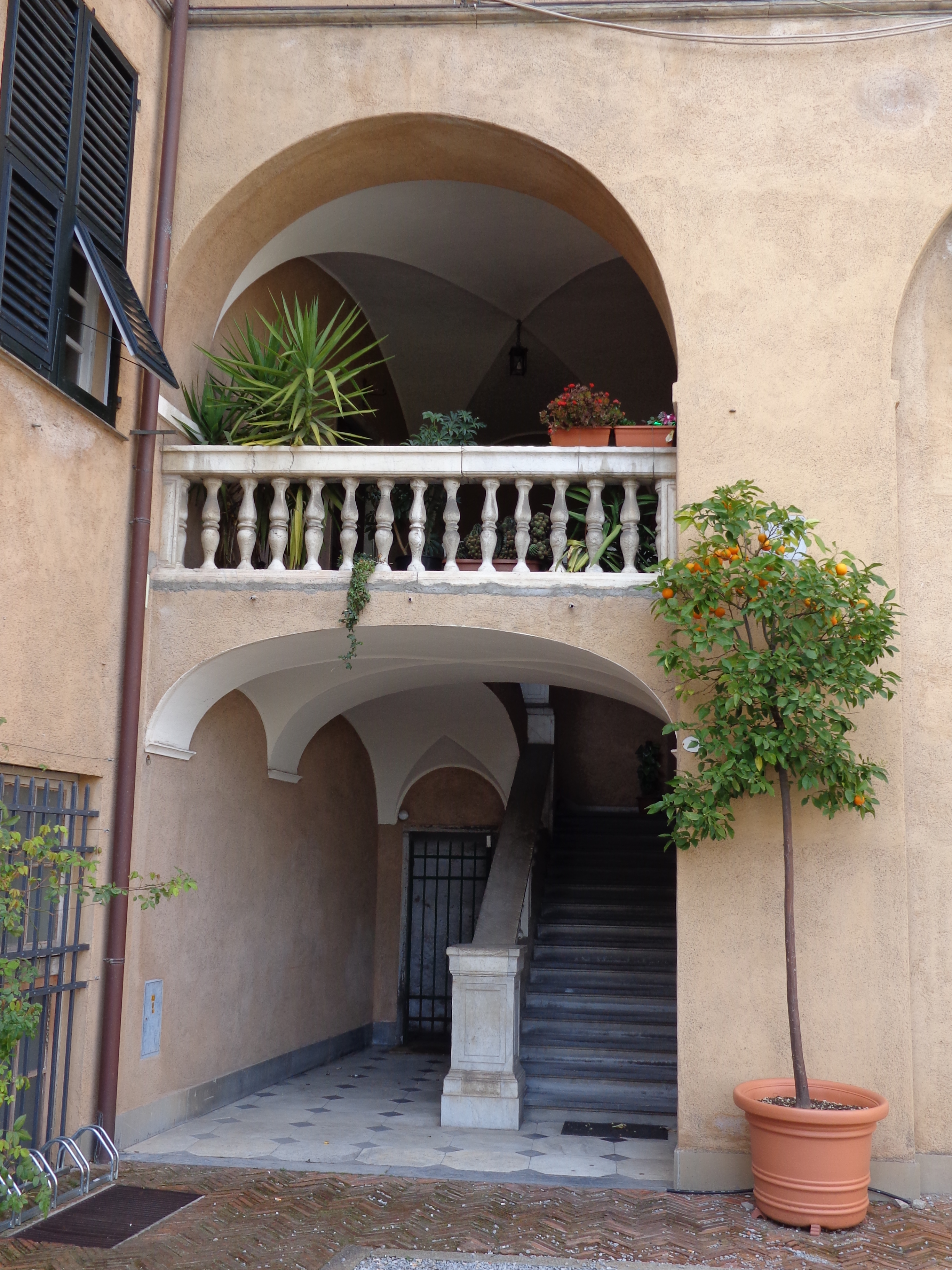
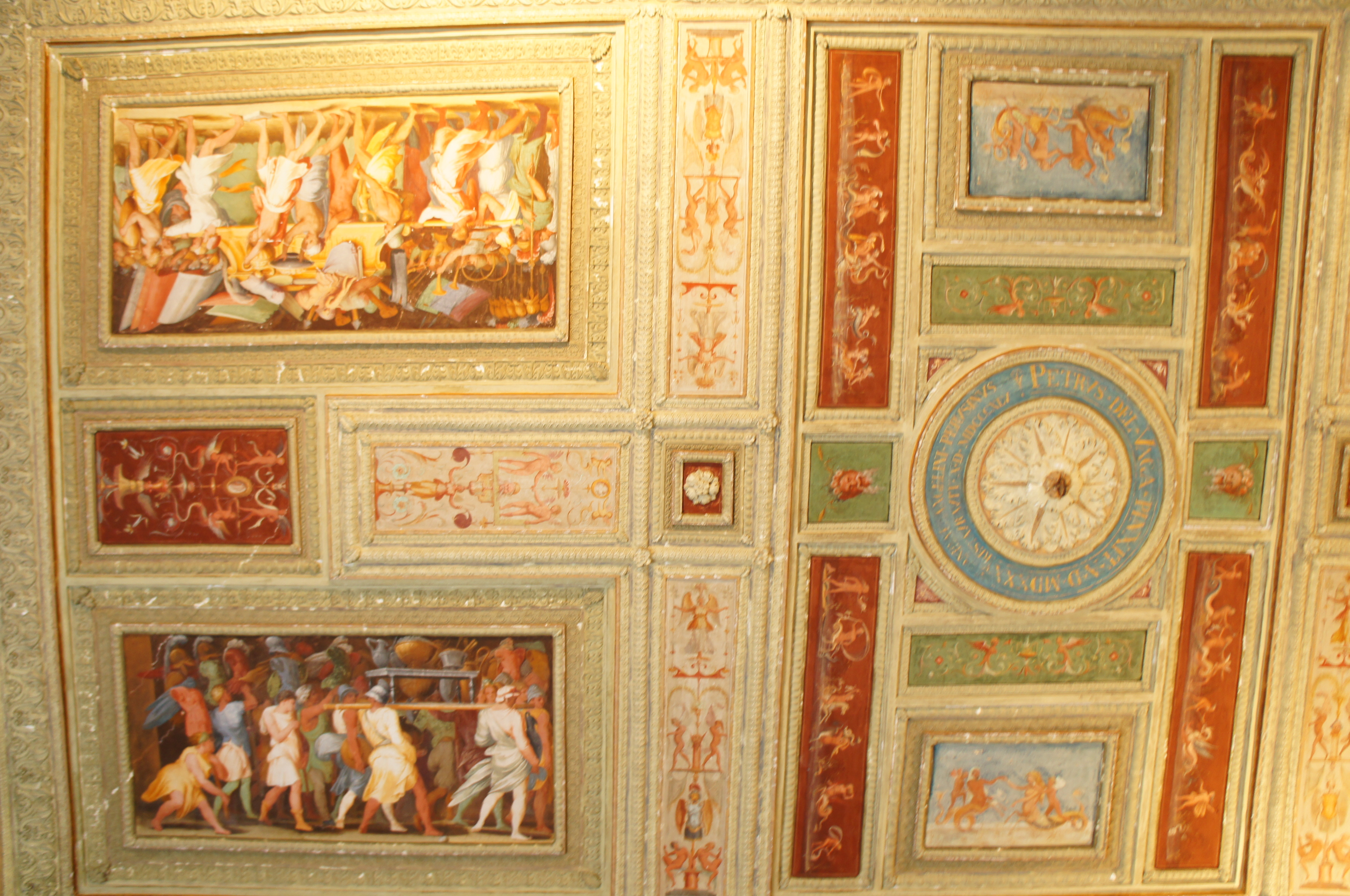
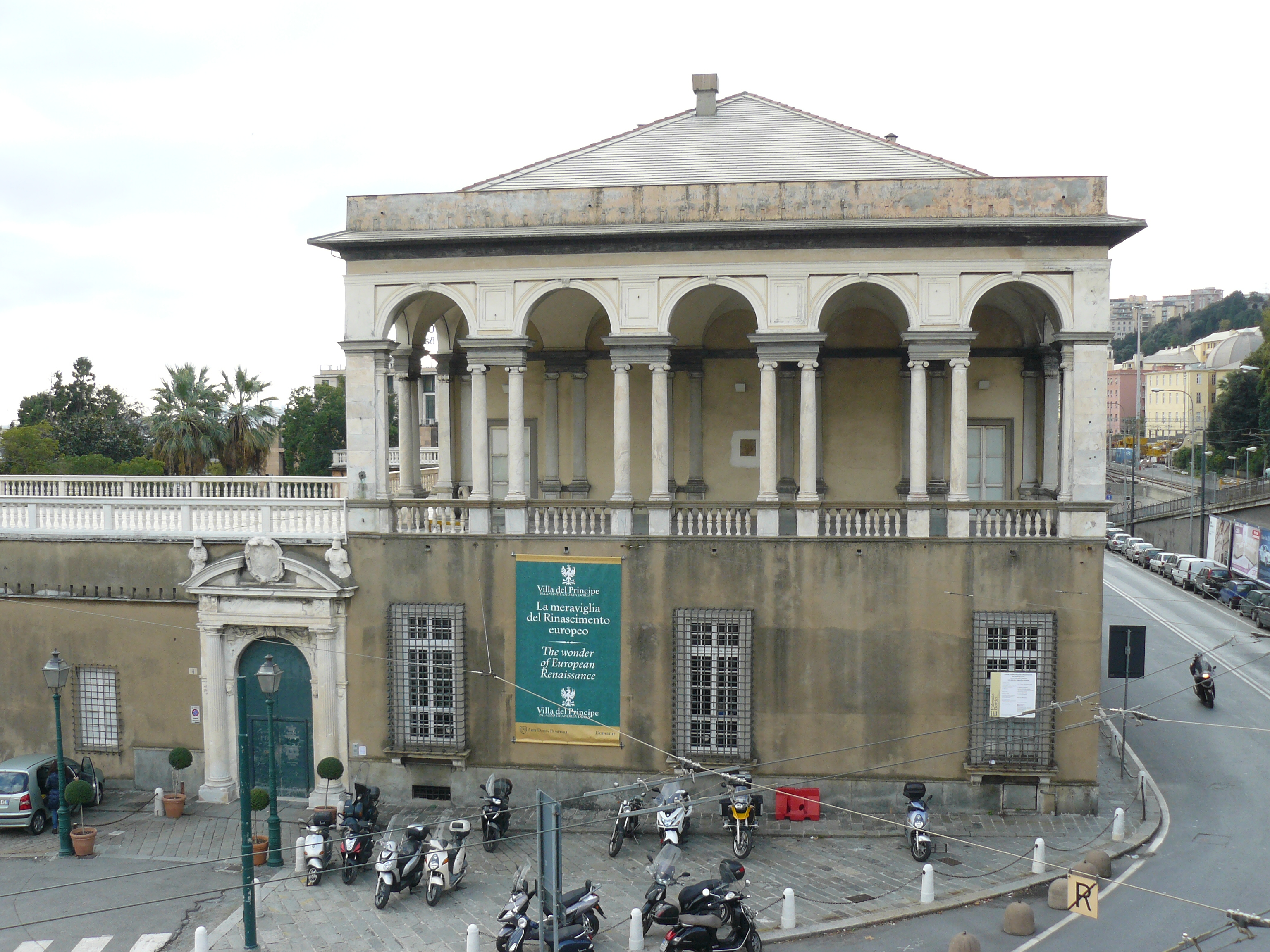
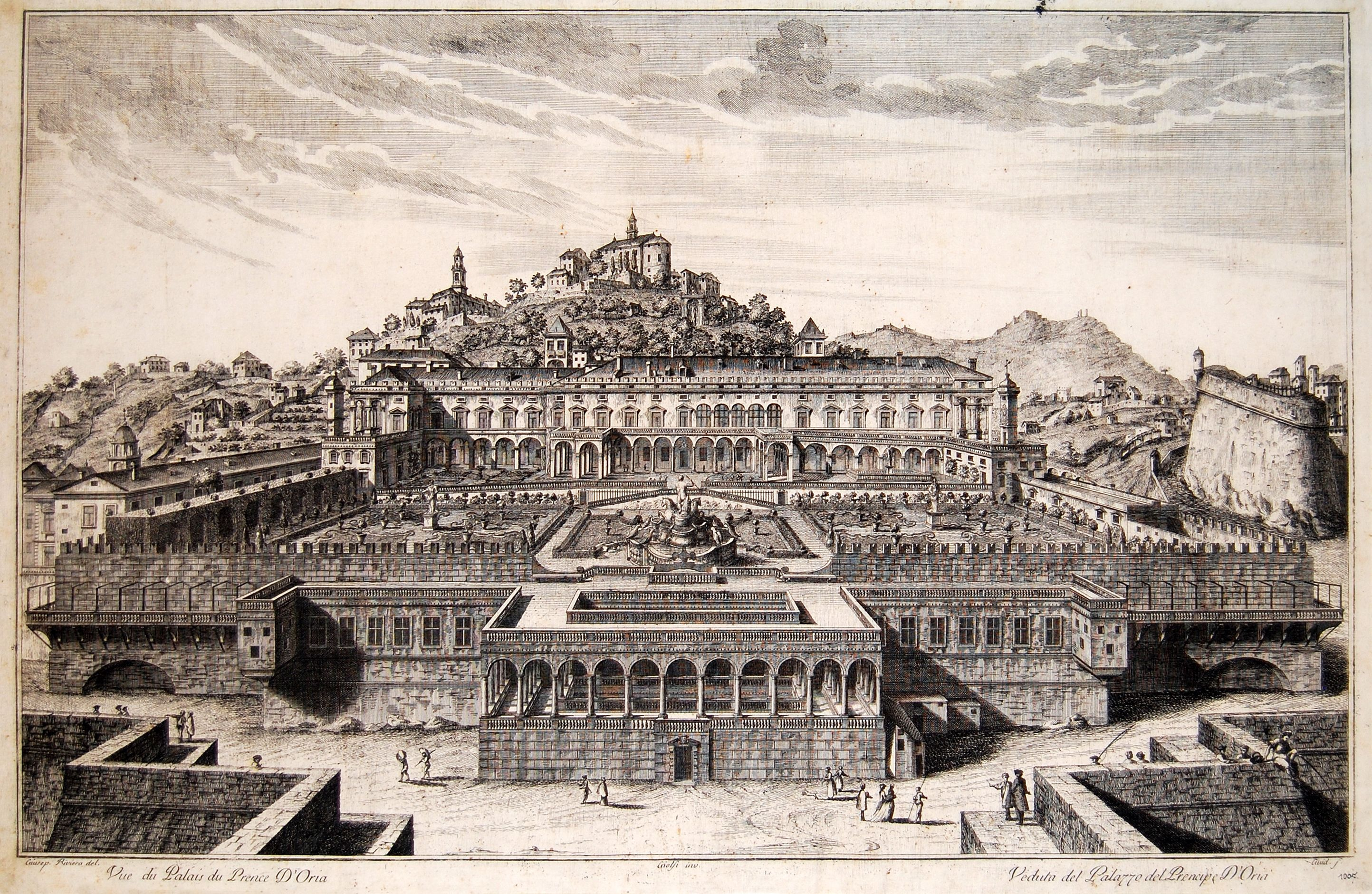
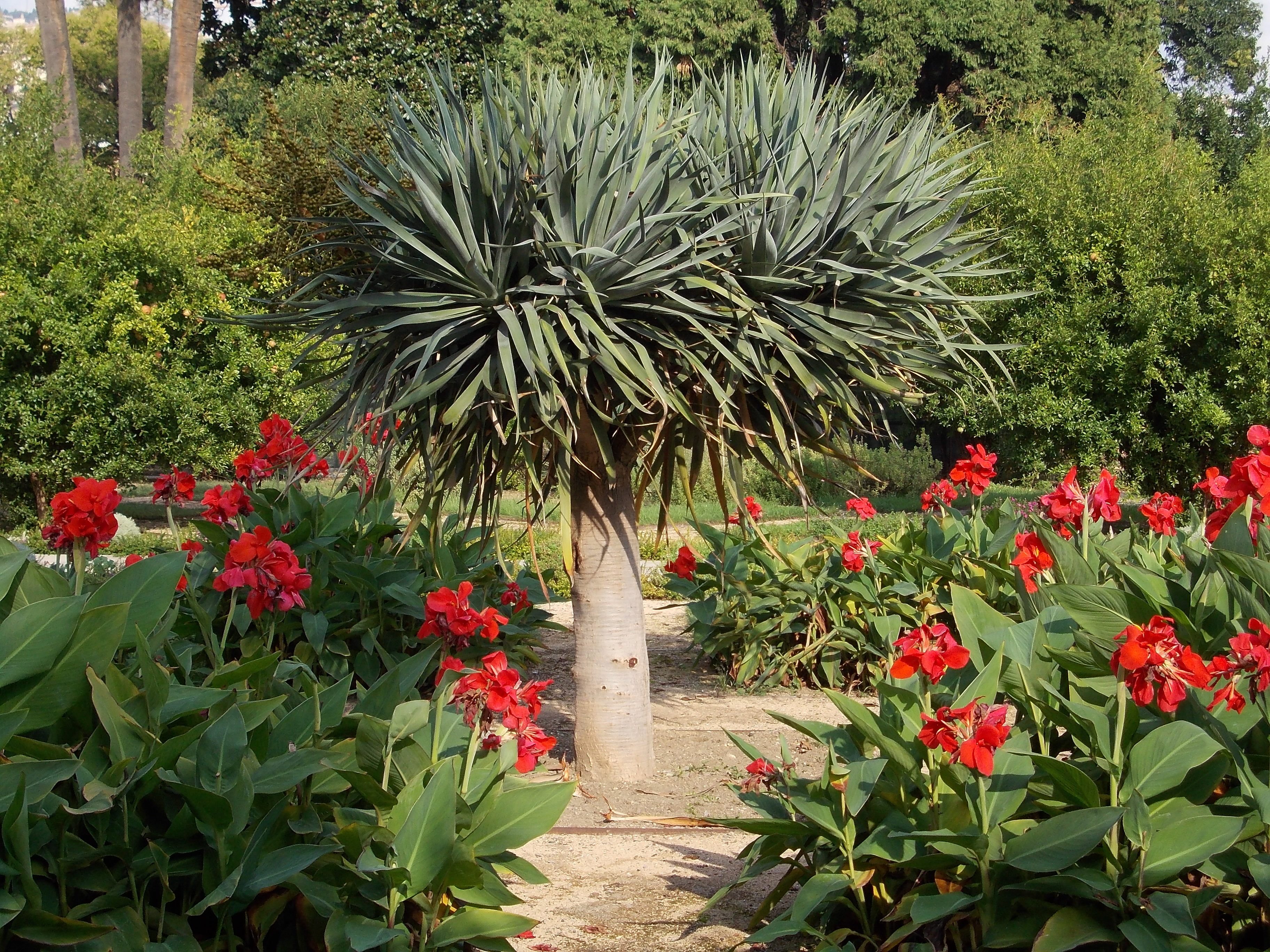
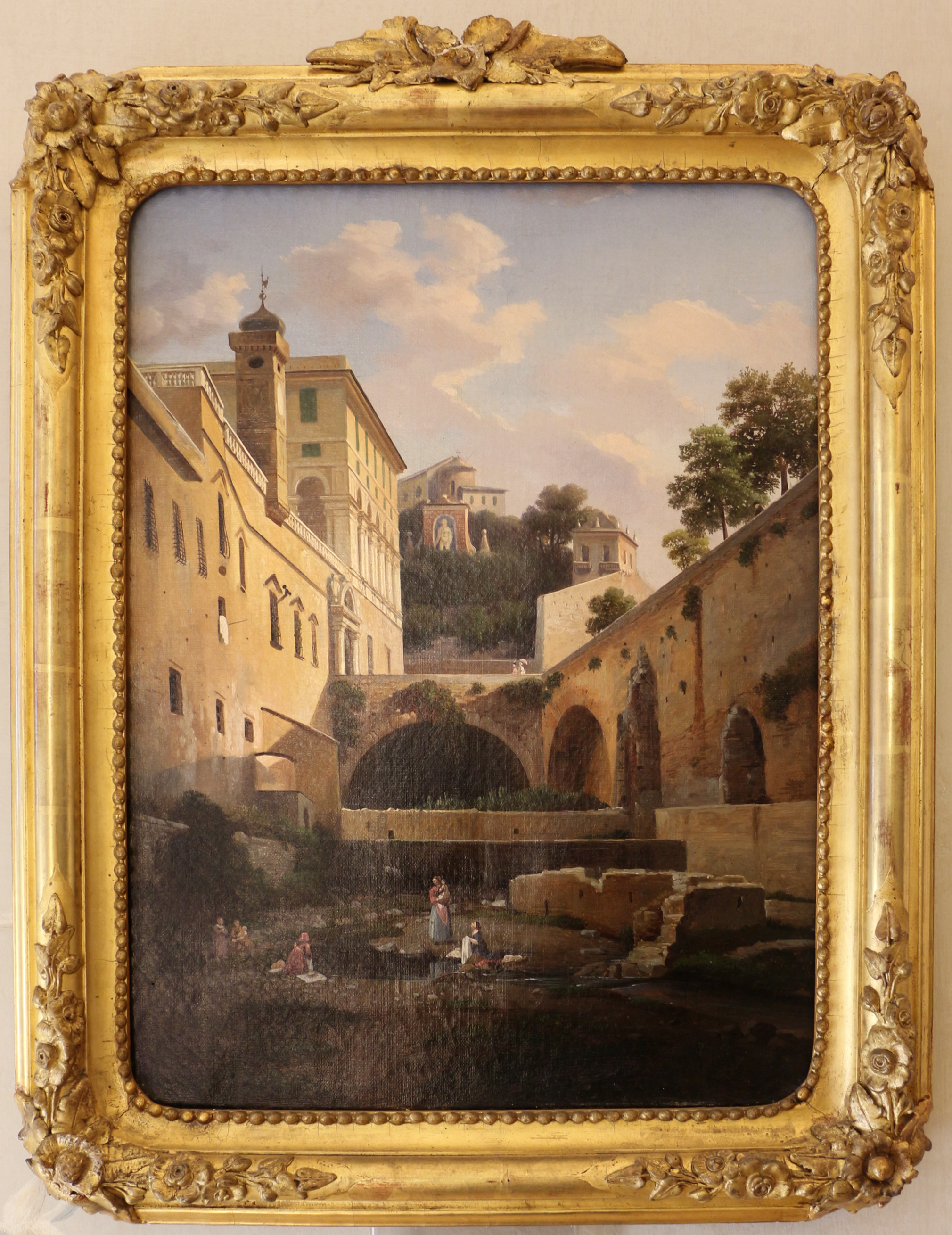
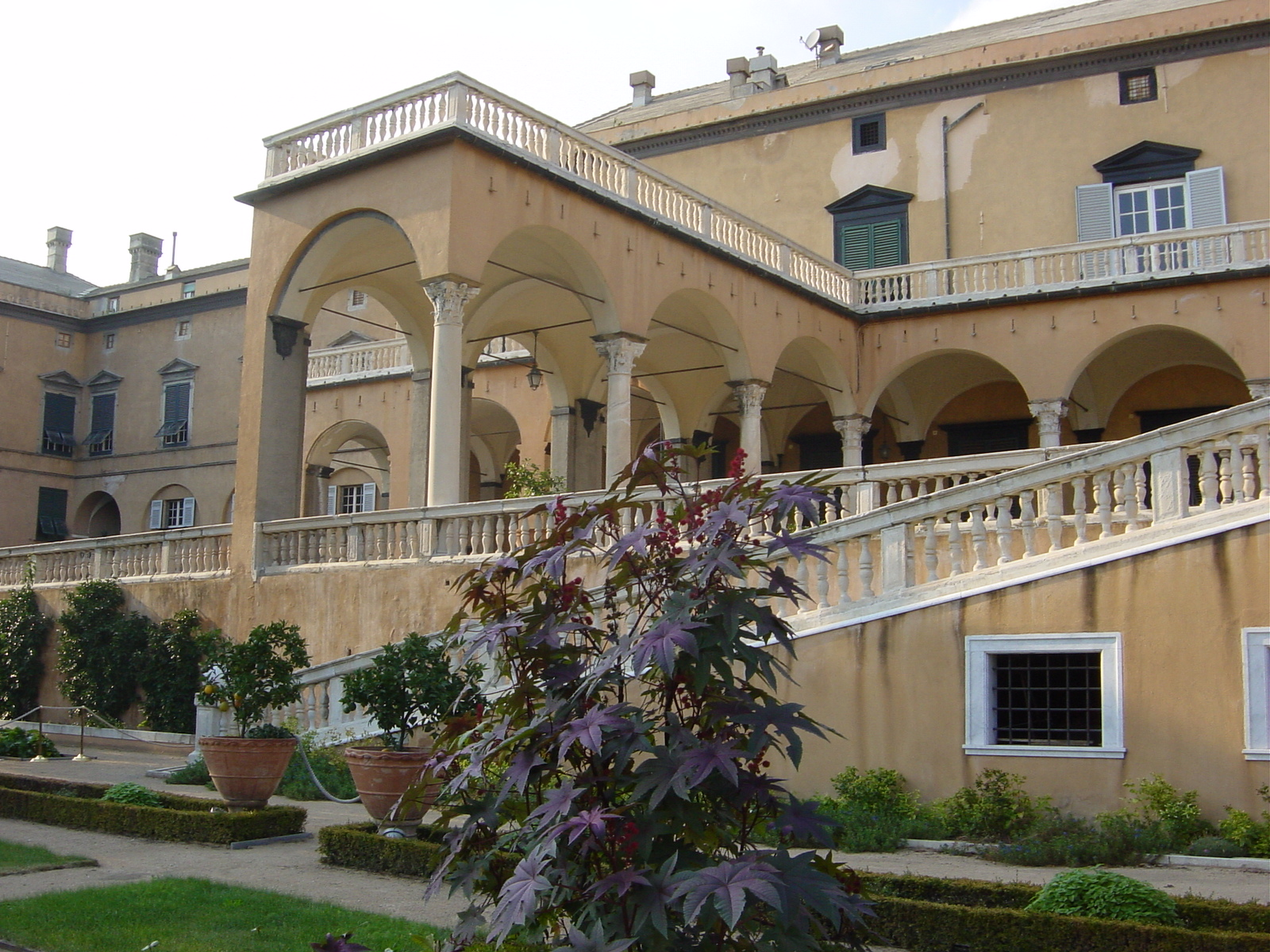
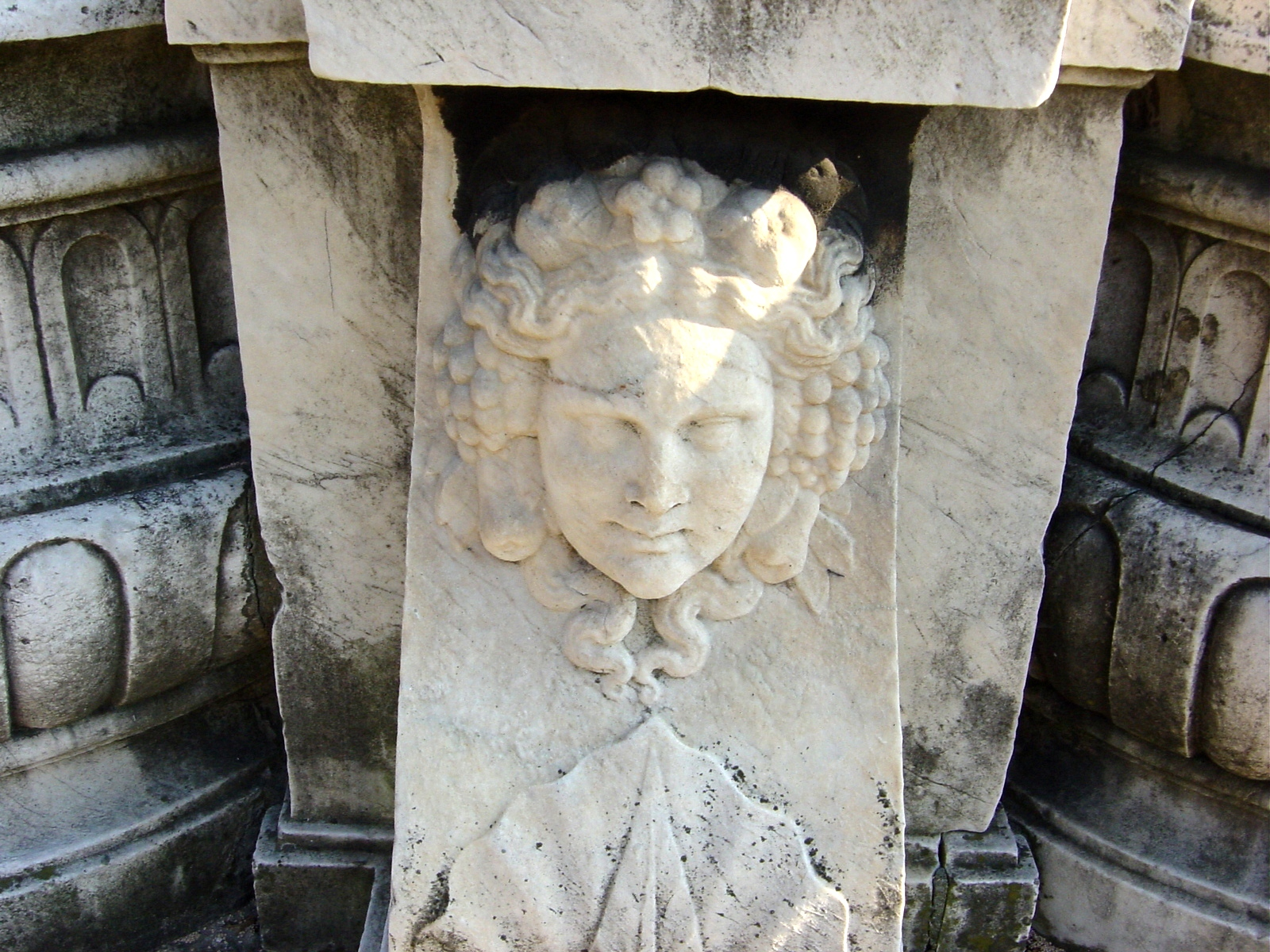
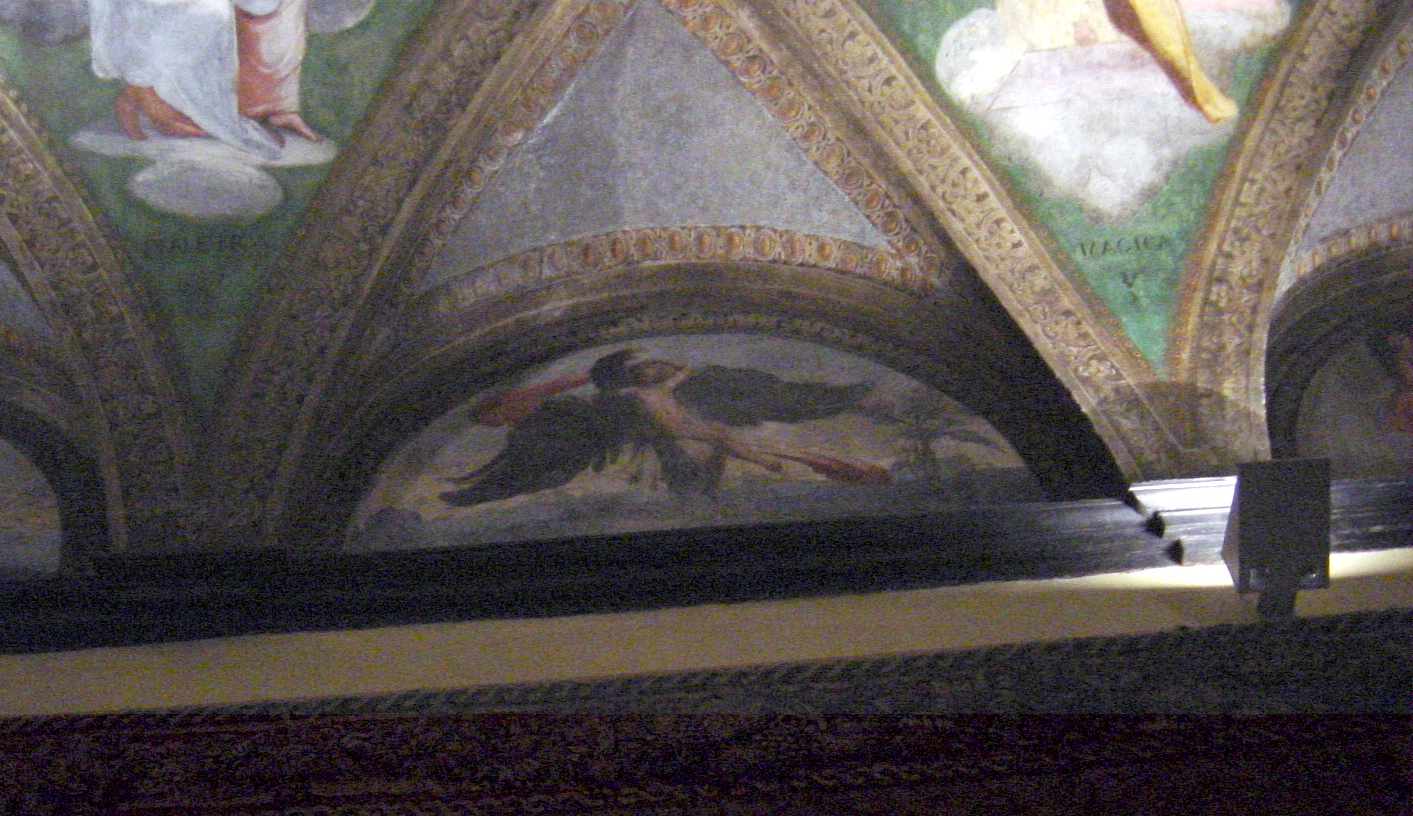
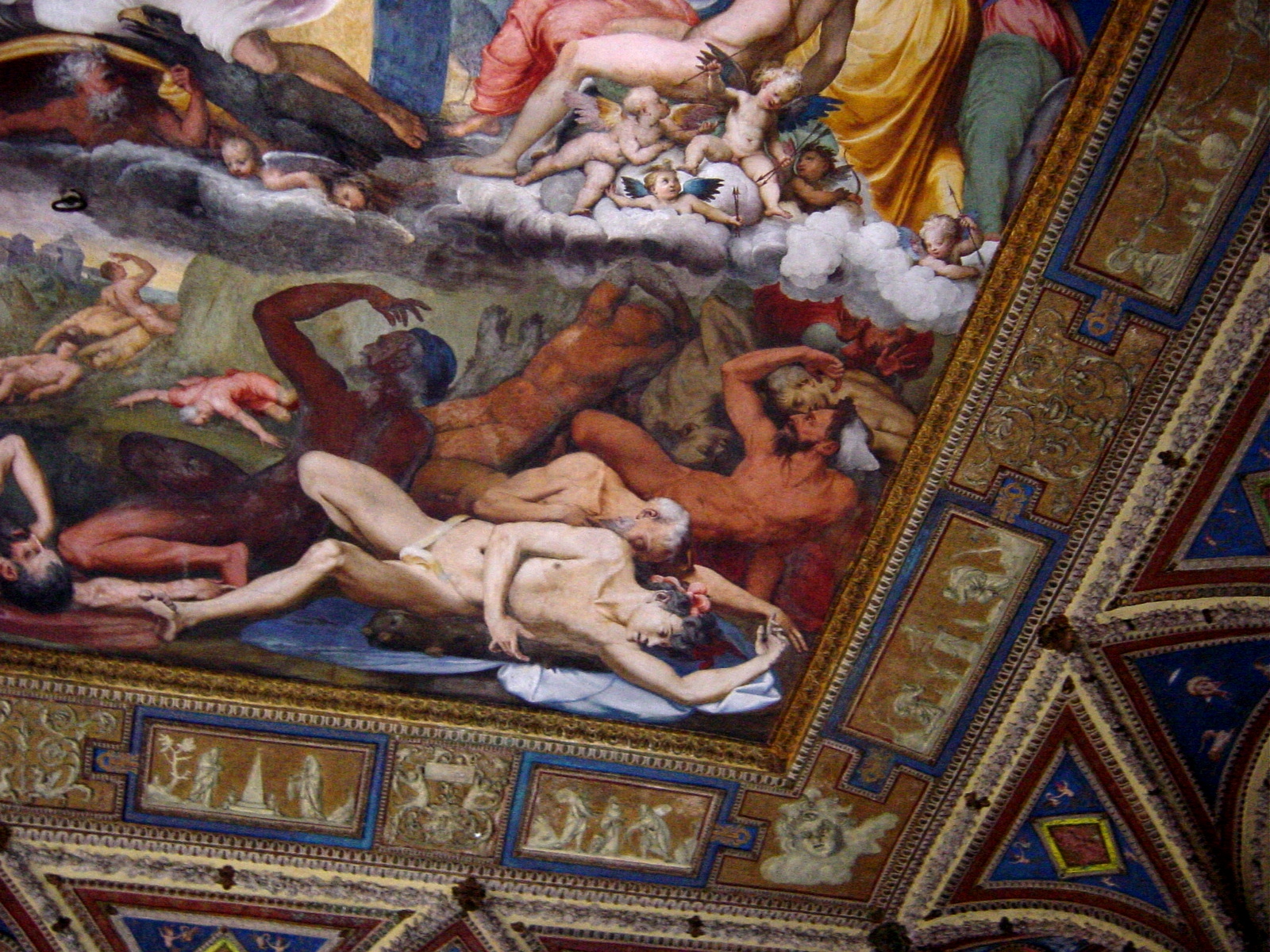
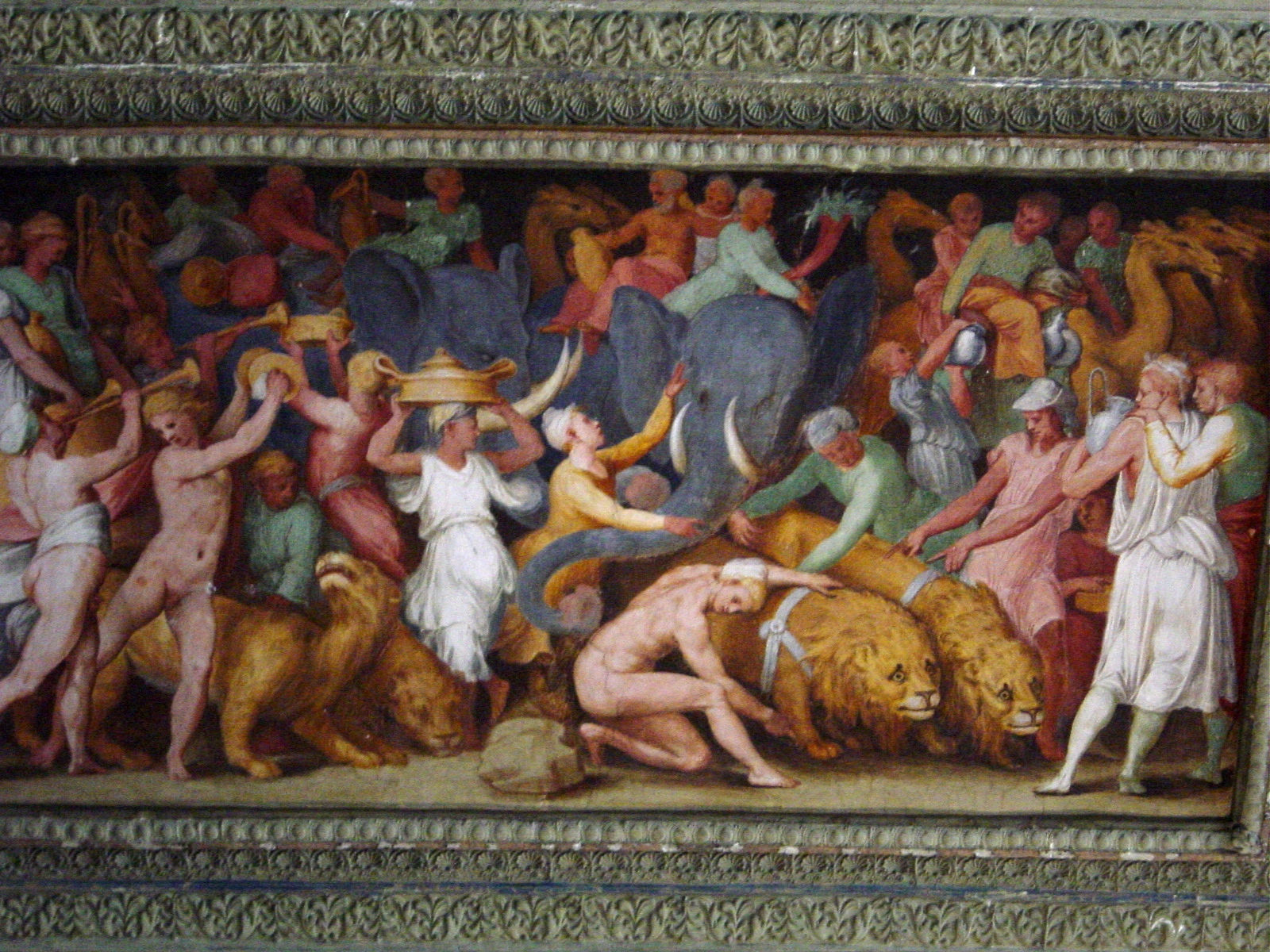
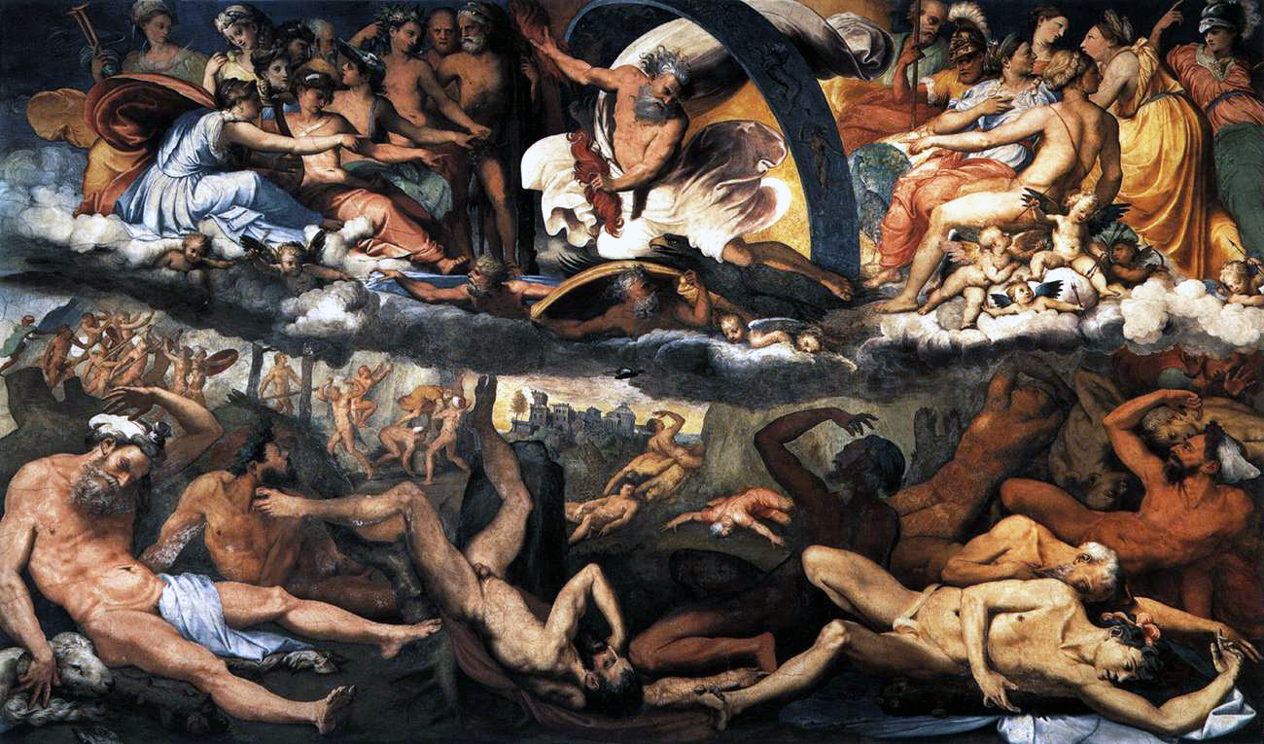
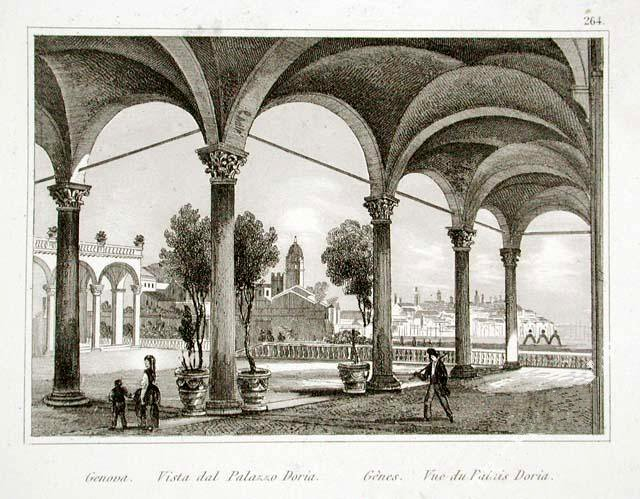
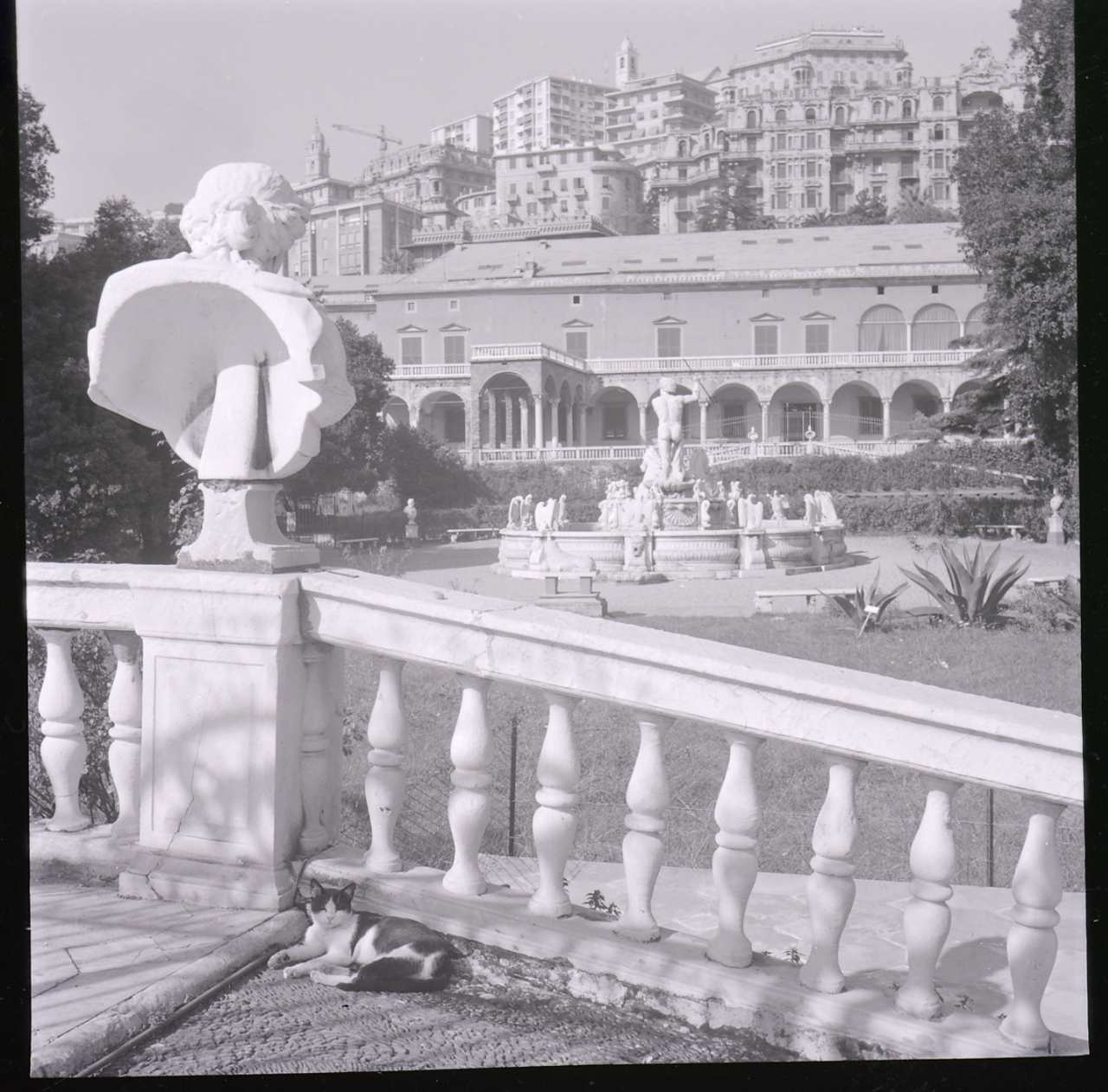
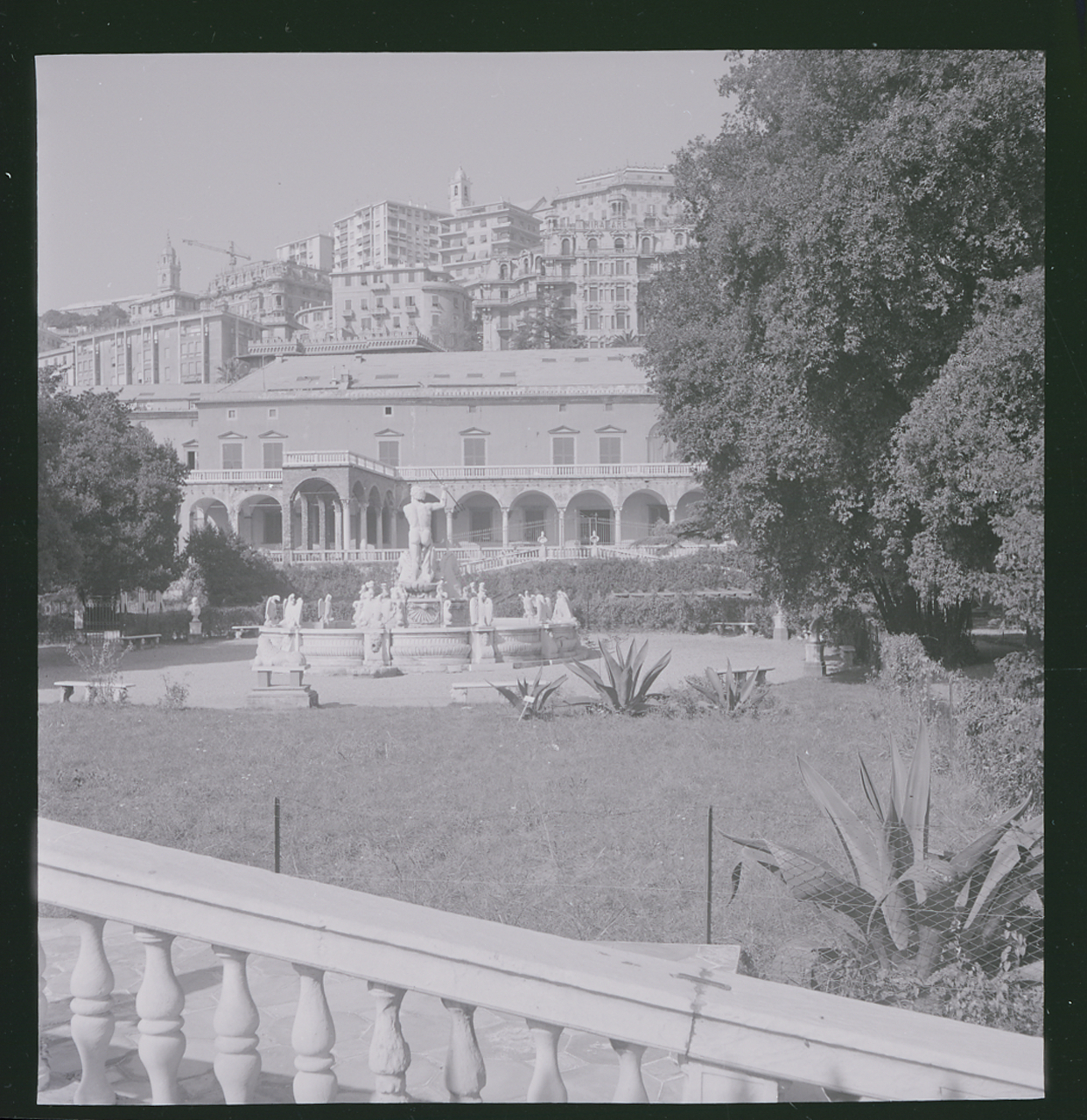
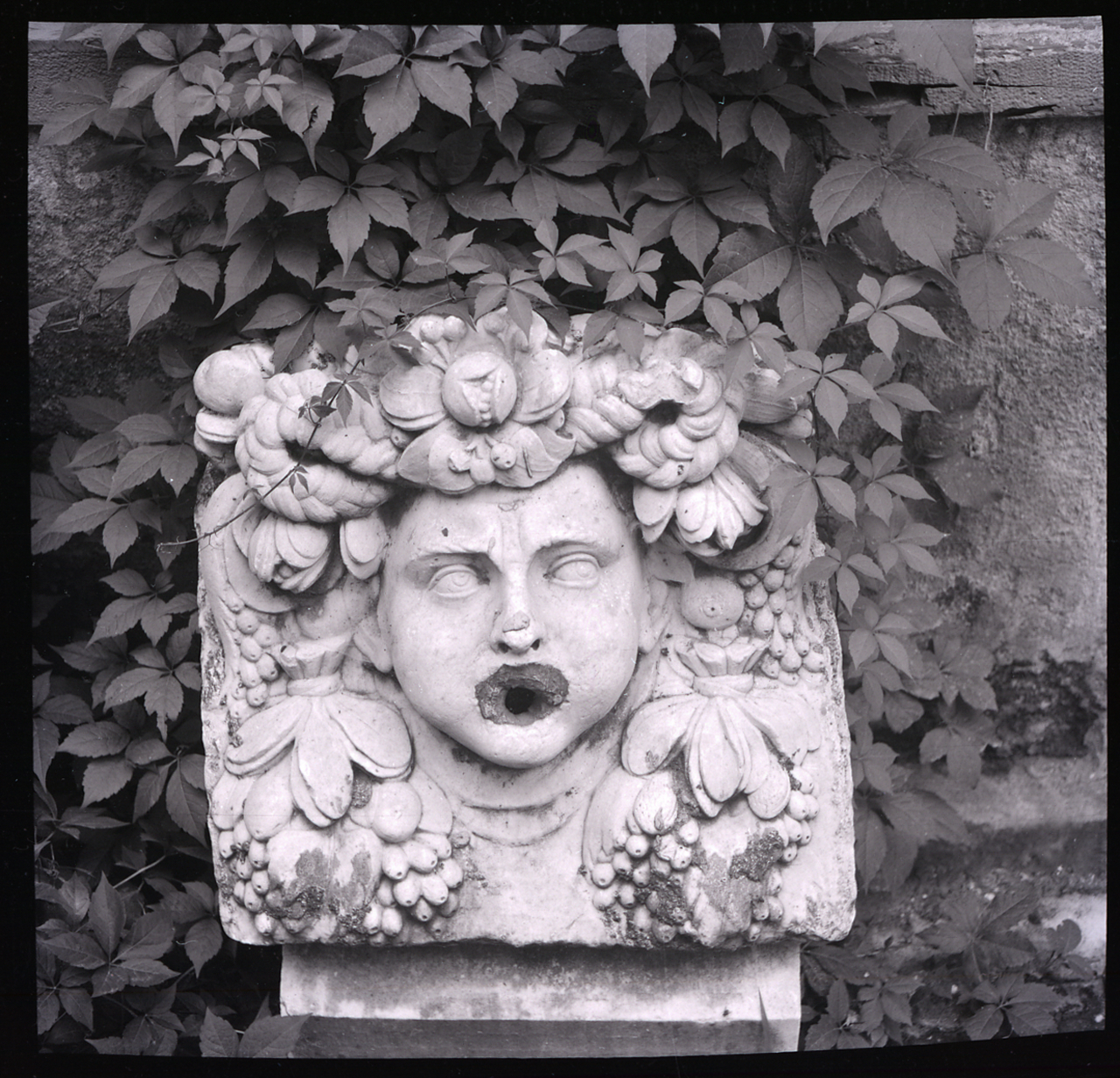
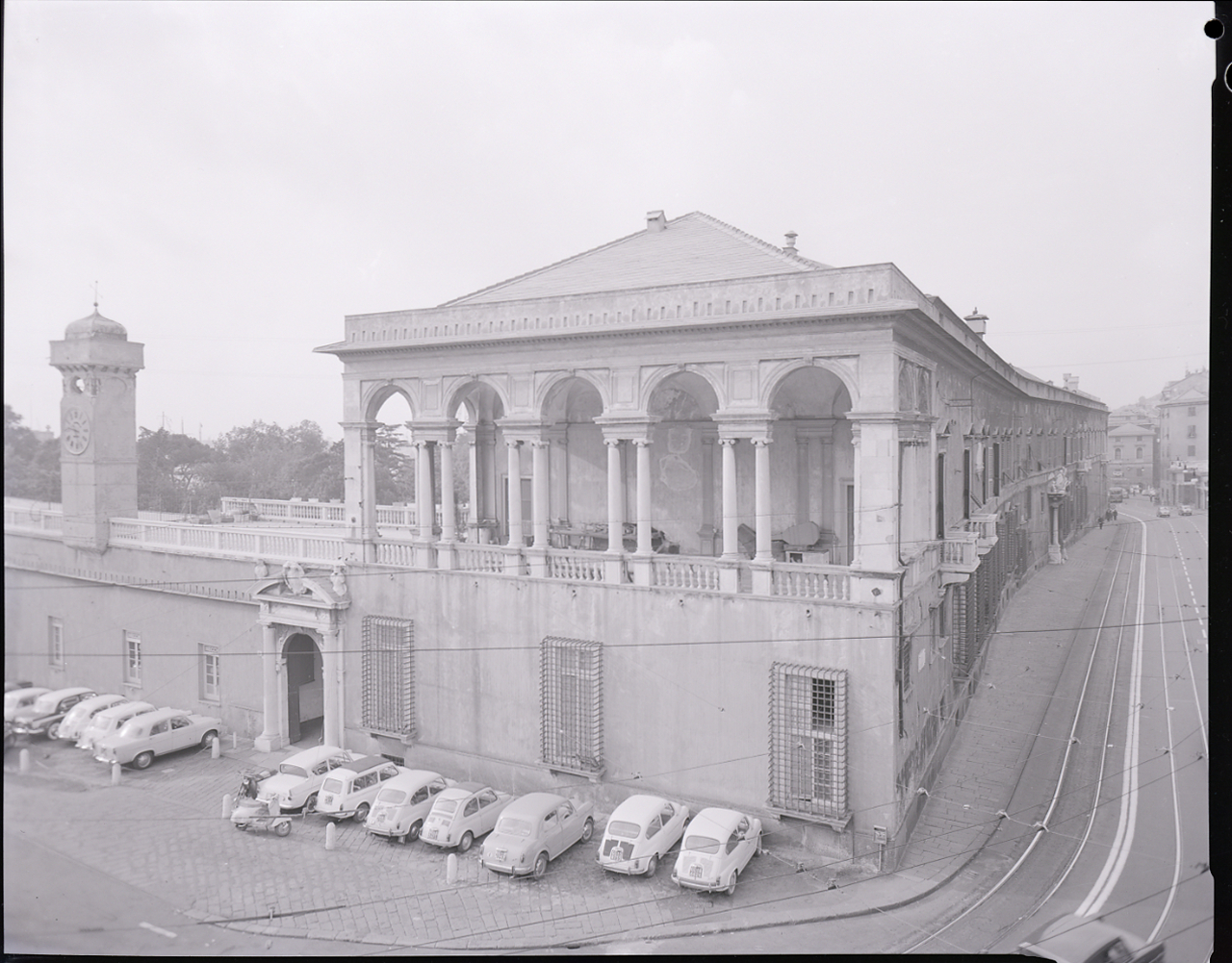
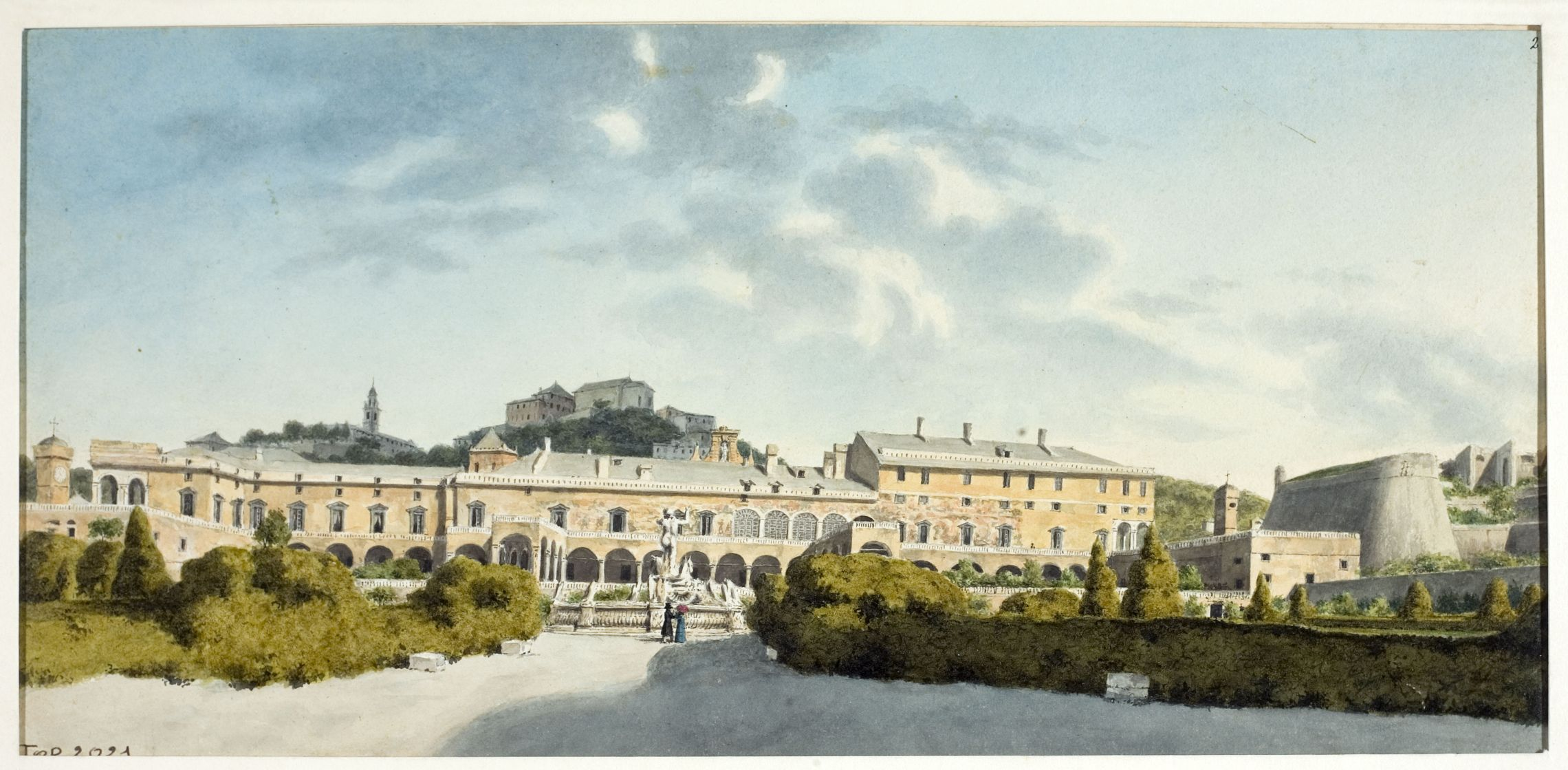
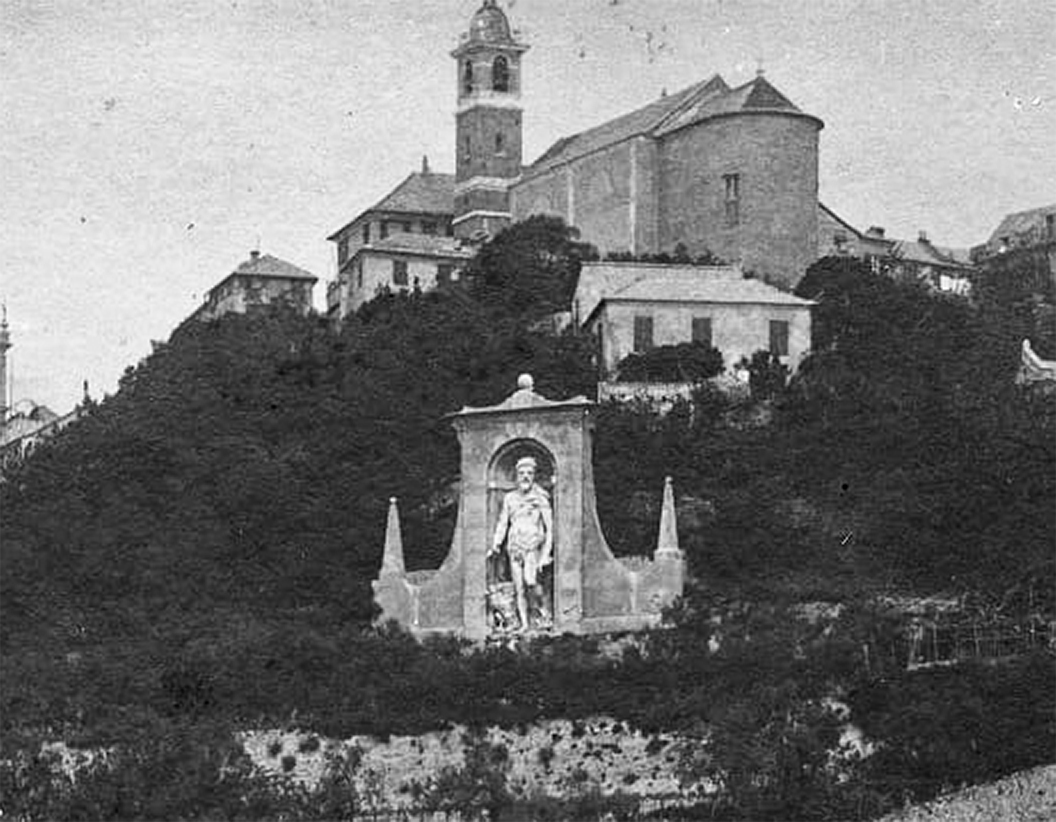

- Gemeinsame Normdatei: 4465514-9
- Virtual International Authority File: 3365155286672487180006